# Csoszon
Csoszon (hangul: 조선, handzsa: 朝鮮, RR: Joseon) 1392 és 1897 között fennálló egységes, önálló államalakulat volt a Koreai-félszigeten, melyet I Szonggje (I Seong-gye) tábornok hozott létre, miután puccsal megdöntötte a Korjót (Goryeót) uraló Vang (Wang)-dinasztia hatalmát. Saját dinasztiát alapított, amely több mint ötszáz évig uralkodott, és ezzel a leghosszabb életű koreai dinasztia volt. A kínai dinasztiák hűbéri alárendeltként tekintettek Csoszon (Joseon)ra, melynek államberendezkedése átvette a kínai modellt, állami ideológiája és társadalmi szabályai pedig a neokonfucianizmuson alapultak. Az ország fővárosa Hanszong (Hanseong), más néven Hanjang (Hanyang), a mai Szöul (Seoul) volt. Csoszon (Joseon)ban virágzott a tudományos élet, 1443-ban pedig elkészült a koreai ábécé, a hangul, amelyet azonban a jangban (yangban), a nemesi réteg alig használt.
1592-ben Tojotomi Hidejosi vezetésével japán támadássorozat indult Csoszon (Joseon) ellen, mely romba döntötte az országot, 1627-ben pedig a Ming Birodalmat megdöntő és a Csing Birodalmat megalapító mandzsuk támadták meg, ugyancsak nagy pusztítást okozva, a központi hatalmat jelentősen meggyengítve. Az 1700-as évekre azonban Csoszon (Joseon) ismét fölvirágzott, jelentős fejlődésnek indult a mezőgazdaság és a monetáris gazdaság. Az 1880-as évekig az ország a külvilágtól jórészt elzárkózva létezett, emiatt „remetekirályságnak” is szokás nevezni. Csoszon végül 1897-ben szűnt meg, amikor Kodzsong (Gojong) király császárrá kiáltotta ki magát, és ezzel létrejött a Koreai Császárság.
A modern koreai kultúra, etikett, társadalmi berendezkedés és szokások alapjainak nagy része Csoszon (Joseon)-kori örökség.

## Történelem

### Létrejötte és berendezkedése
Csoszon (Joseon) történelme Korjo (Goryeo) állam hanyatlásával kezdődött. 1308 és 1392 között tizenegy király váltotta egymást a trónon, ami nem segítette az ország politikai életének stabilitását. Számos külső tényező is problémát jelentett. 1359 és 1361 között észak-kínai banditák fosztogatták, 1368-ban a Jüan-dinasztiát (Yuan-dinasztiát) letaszították a trónról, a koreai király pedig az új Ming-dinasztiát pártolta. 1388-ban a Ming uralkodó követelte, hogy az egykori mongol területeket szolgáltassák vissza, ekkor U király, Ming-ellenes tanácsnokai hatására, elrendelte a kínaiak megtámadását. I Szonggje (Yi Seong-gye) ellenkezett, figyelmeztette a fiatal királyt döntése következményeire. U nem hallgatott a tábornokra, I (Yi) pedig visszafordította a seregeket és a fővárosban katonai puccsot hajtott végre. Kongjangot (Gongyangot) (1389–1392) koronázta meg, a hatalmat azonban maga gyakorolta. Földreformot hajtott végre a nagybirtokosok hatalmát megnyirbálandó, és minden ellenállótól megszabadult. 1392-ben maga ült a trónra, megalapítva saját uralkodói dinasztiáját, és Csoszon (Joseon) névre keresztelte királyságát. Thedzso (Taejo) reformokat vezetett be a trón elfoglalása után, elsőként a földosztással foglalkozott. A buddhista templomoktól elvették a földterületeket és szétosztották a király követői között, beemelve azokat az adórendszerbe. Ez jelentősen meg is gyengítette a buddhizmus intézményét Koreában, és elősegítette a konfucianizmus terjedését.

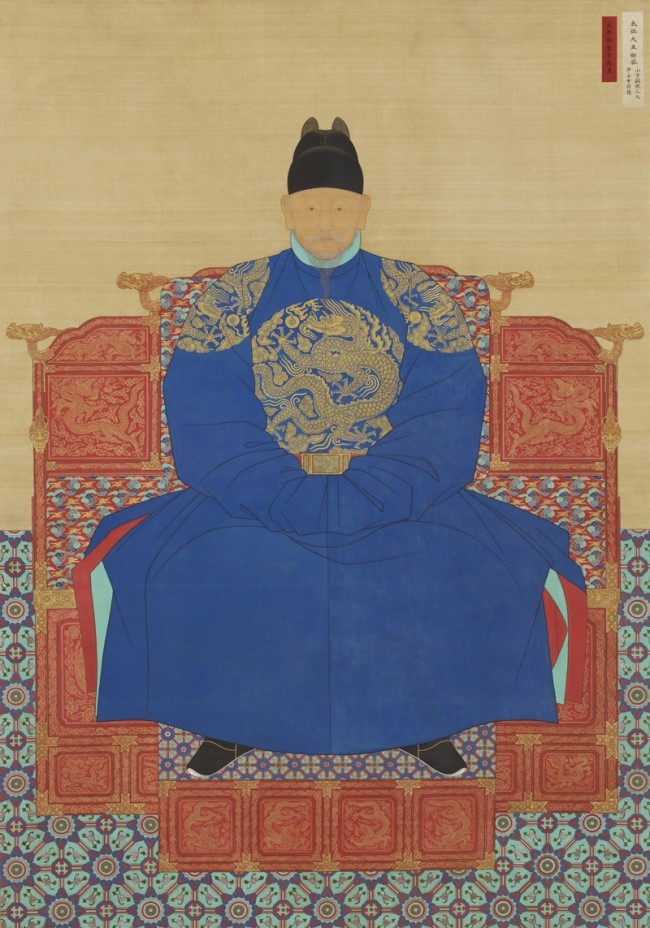
I Szonggje (Yi Seong-gye), uralkodói nevén Thedzso (Taejo)

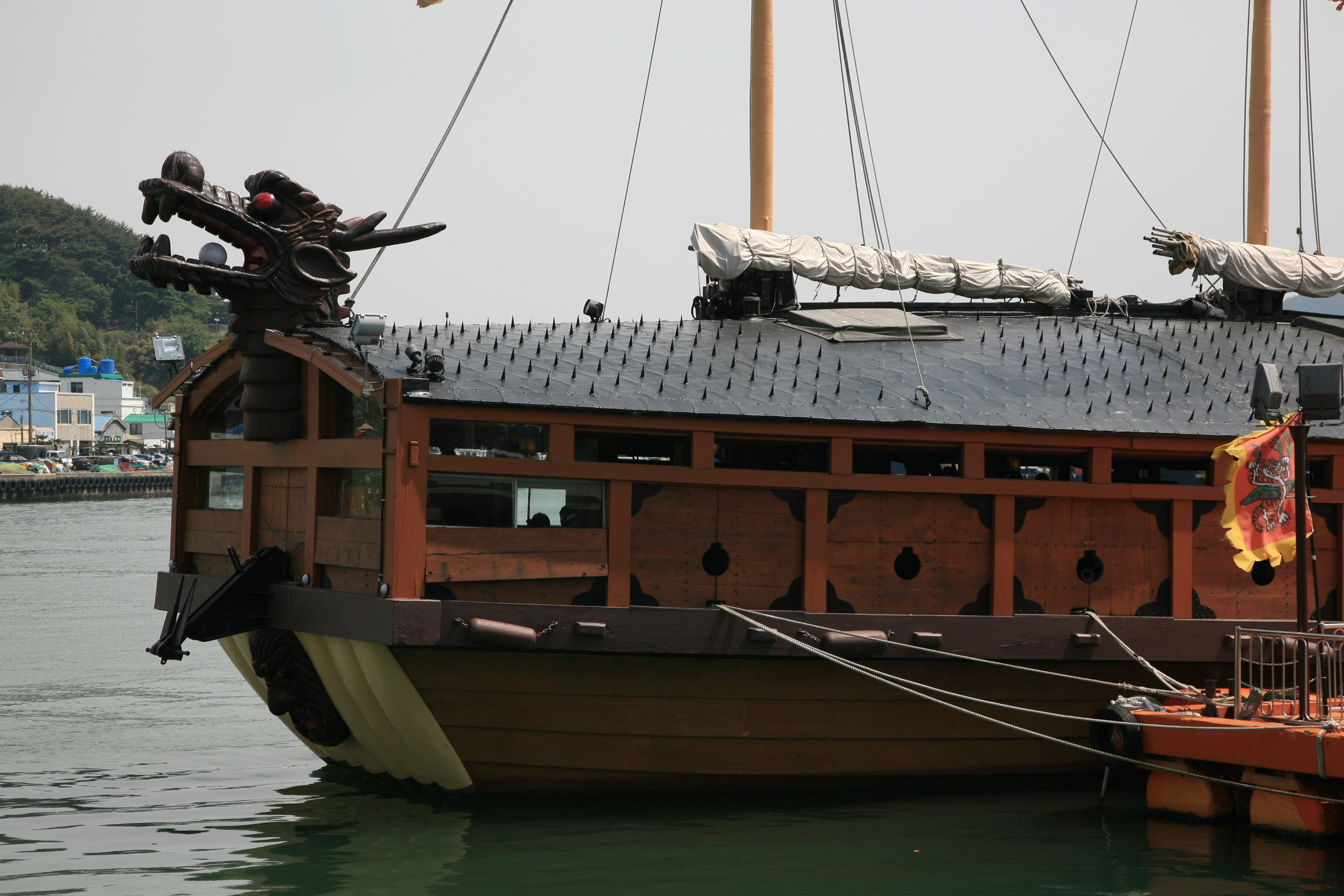
Rekonstruált életnagyságú teknőshajó Thongjong (Tongyeong)ban

Az első királyok kísérlete hatalmuk megszilárdítására gyakran ütközött ellenállásba a hivatalnokok részéről. Thedzsong (Taejong) (1400–1418) megkísérelte puszta tanácsadó szervvé degradálni az Idzsongbu (Uijeongbu)t, Szedzsong (Sejong), a hangul ábécé bevezetője pedig centralizálni kívánta a hatalmát és támogatta a buddhizmust, ami sok konfucianista hivatalnoknak nem tetszett. Szedzso (Sejo) 1455-ös trónra lépésekor számos rivális tisztviselőt kivégeztetett, köztük hat kiemelkedő minisztert, akik Szajuksin (Sayuksin) (사육신, 死六臣), „a hat mártír miniszter” néven vonultak be a koreai történelembe. 1498 és 1545 között több alkalommal is véres tisztogatás folyt a konfucianista értelmiségi tisztviselők között, melyekre a koreai történelemkönyvek szahva (sahwa) (사화, 士禍), „a tudósok katasztrófája” néven hivatkoznak.

#### Japán és mandzsu háborúk
A politikai csatározások ellenére az országban viszonylagos béke honolt, melyet a 16. század végén a japánok törtek meg. Tojotomi Hidejosi, miután egyesítette Japánt, Korea felé fordult, és nagyszabású hadjáratot indított az ország ellen. Kiemelkedő volt itt a szerepe I Szunsin (Yi Sun-sin) admirálisnak, aki több száz japán hajót pusztított el legendássá vált, vasborítású teknőshajói segítségével. Bár a hadjárat maga kudarcba fulladt, hatalmas pusztítást hagyott maga után, templomokat, palotákat, teljes falvakat égettek porig. 
Csoszon (Joseon) a Ming-dinasztia hűbérese volt, ami a 17. században terjeszkedő mandzsuknak nem tetszett, ezért 1627-ben lerohanták az északnyugati területeket és ezzel egyezményt csikartak ki tőlük, melyben Korea semlegességet vállalt, de nem tartott be. Ennek következményeképp a mandzsuk 1636-ban újabb támadást intéztek Csoszon (Joseon) ellen, foglyul ejtették a királyi család több tagját és hadisarcot fizettettek Koreával. Amikor 1644-ben a mandzsuk megdöntötték a Ming uralmat és Csing (Qing)-dinasztiaként uralkodni kezdtek, Csoszon (Joseon) kénytelen volt elfogadni a változást és egészen 1894-ig maradt a kínaiak hűbérállama.

### Kései-Csoszon

#### Politika, társadalom

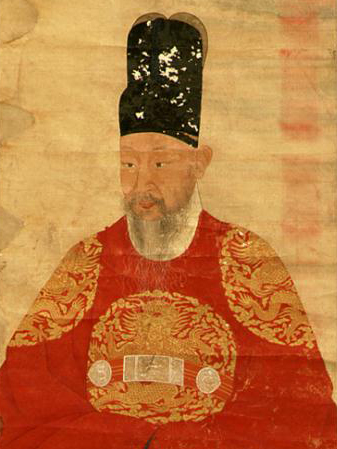
Jongdzso (Yeongjo) király

A 18. században a viszonylagos stabilitás korszaka köszöntött be Csoszon (Joseon)ban. Jongdzso (Yeongjo) (1724–1776) és Csongdzso (Jeongjo) (1776–1800) uralkodása alatt a politikai frakciók között is kialakult egyfajta egyensúly, mindkét király sikeresen igazgatta a kormányzatot, és megpróbáltak minden frakcióból kinevezni magas pozícióba hivatalnokokat. Bár az udvari intrikákat és a frakciók vetélkedését megszüntetni nem tudták, stabil kormányzást hoztak létre, jobbára Noron támogatással.
Ugyancsak 18. században vált jelentőssé az úgynevezett Silhak (실학, 實學), a „gyakorlati tudomány” iskolája, melynek tagjai a reformokat, a modernizációt sürgették, a merev neokonfucianista államvezetés helyett egy progresszívebb, gyakorlatiasabb államirányítást szerettek volna. Fontosak voltak számukra a földreformok, a mezőgazdaság fejlesztése. Céljaik között szerepelt többek között a politikai és társadalmi helyzet felülbírálása, az etikusság és az erkölcs visszaállítása a politikában, a gazdaság helyreállítása és a gazdasági tevékenységek liberálisabb kezelése, valamint az oktatás javítása és terjesztése.
1800-ban Szundzso (Sunjo), 1834-ben pedig Hondzsong (Heonjong) került a trónra, mindketten gyerekként. Uralkodásuk alatt szinte minden, amit az előző két király elért, kárba veszett. A hatalom a királynék (a gyermekkirály anyja) családjának és a szimpatizáns hivatalnokoknak a kezében volt. Ezt az időszakot emiatt szedo csongcshi (sedo jeongchi) (세도정치, 勢道政治), „rokoni kormányzás” néven is nevezik. A hatalomért folyó harc mellett számos egyéb probléma sújtotta ekkor Csoszon (Joseon)t, árvizek, éhínség és járványok pusztítottak, amik növelték az emberek elégedetlenségét, számos felkelés, zavargás robbant ki.

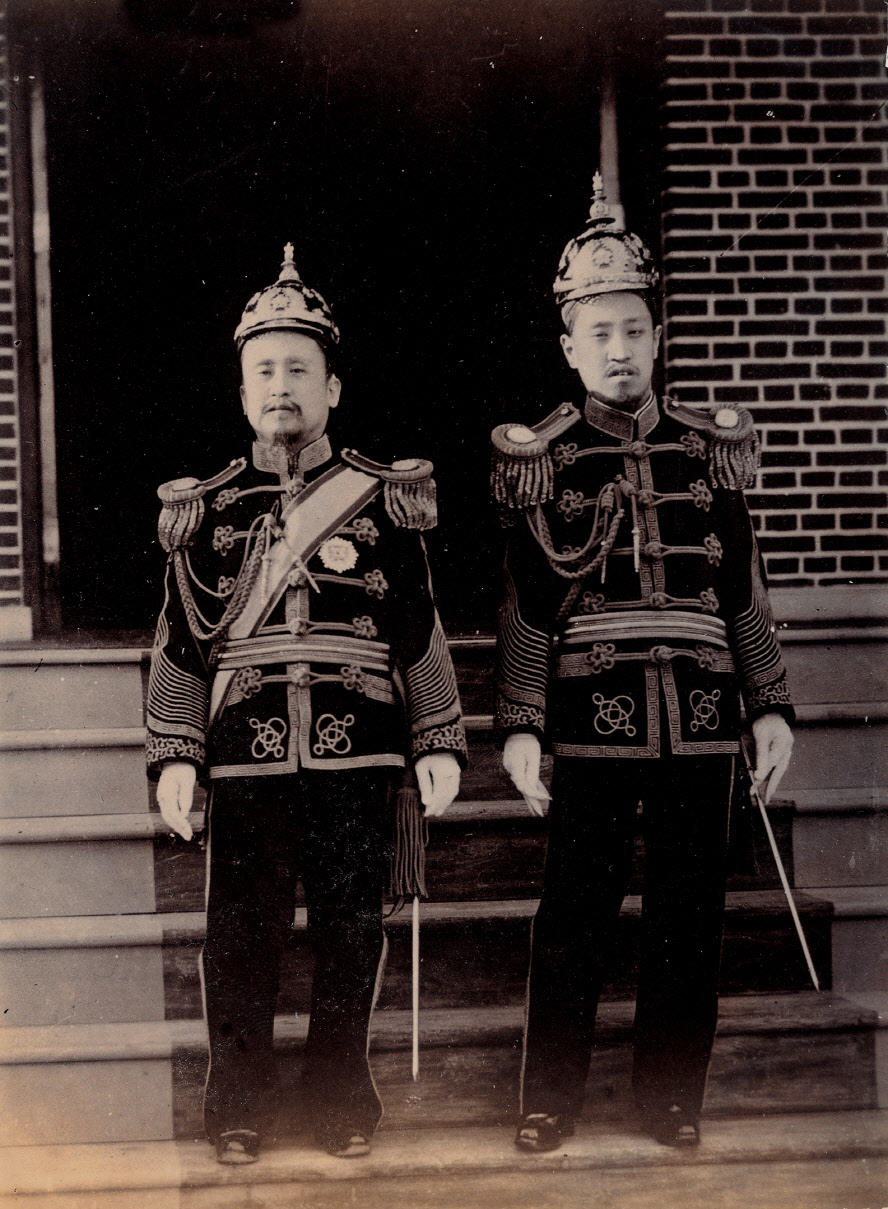
Kodzsong (Gojong) császár és a trónörökös

Csoszon (Joseon) a 17. századtól a 19. század végéig izolacionista politikát folytatott, amihez hozzájárult a korábbi hódítókkal való tapasztalatuk. Limitálták a kereskedelmi és diplomáciai kapcsolatokat, ami miatt gyakran szokás „remetekirályságnak” nevezni. Korea izoláltságának oka azonban nagyrészt a földrajzi fekvésében keresendő, ami miatt kevéssé volt kitéve japán és kínai hatásokon kívül másnak.

#### Modernizáció és a dinasztia hanyatlása
1876-ban Japán kiprovokált egy egyezményt, ami megnyitotta az országot a japán kereskedelem előtt. Az 1880-as években két incidens folytán Korea belesodródott az imperialista csatározásokba Kína és Japán között. Az Imo- és a Kapsin (Gapsin)-incidensek nyomán Korea jelentős kínai befolyás alá került egy időre. A Tonghak (Donghak)-lázadás és az első kínai–japán háború azonban a japánok felé billentette a mérleget, akik katonai fölényüknek köszönhetően reformokat vezettettek be Koreában, melyek jelentős társadalmi, gazdasági és politikai változásokat irányoztak elő. Min királyné meggyilkolása azonban fokozta a meglévő Japán-ellenes hangulatot, és a reformok véget értek.
Az Ázsiában egyre terjeszkedő oroszok kihasználva a Japán-ellenes hangulatot, több egyezményt is kötöttek Koreával, illetve védelmet biztosítottak Kodzsong (Gojong) királynak, aki egy évig az orosz követségen rejtőzve uralkodott, majd 1897-ben császárrá kiáltotta ki magát. 1904-ben azonban kitört az orosz–japán háború, melyben Japán győzedelmeskedett. 1907-ben a japánok nyomására Kodzsong (Gojong) lemondott, fiát, Szundzsongot (Sunjongot) ültették a trónra. Nem sokáig uralkodhatott, 1910-ben a japánok annektálták a Koreai Császárságot, és az I (Yi)-dinasztia ötszáz éves uralma véget ért a Koreai-félszigeten.

## Közigazgatás
1413-ban az országot nyolc tartományra (to (do), 도; 道) osztották, ezek északról dél felé haladva a következők voltak: Hamgjong (Hamgyeong), Phjongan (Pyeongan), Kangvon (Gangwon), Hvanghe (Hwanghae), Kjonggi (Gyeonggi), Cshungcshong (Chungcheong), Kjongszang (Gyeongsang) és Csolla (Jeolla). A tartományokat tovább osztották prefektúrákra (mok, 목; 牧), járásokra (kun (gun), 군; 郡), körzetekre (hjon (hyeon), 현; 縣), városokra és falvakra. Minden hivatalnokot a kormányzat nevezett ki, kivéve a falvakban dolgozókat. Négy különleges igazgatású város (pu (bu), 부; 府) volt (Kjongdzsu (Gyeongju), Csondzsu (Jeonju), Jonghung (Yeongheung) és Phjongjang (Pyongyang)), 20 prefektúrát, 82 megyét és 175 körzetet alakítottak ki.

## Politika

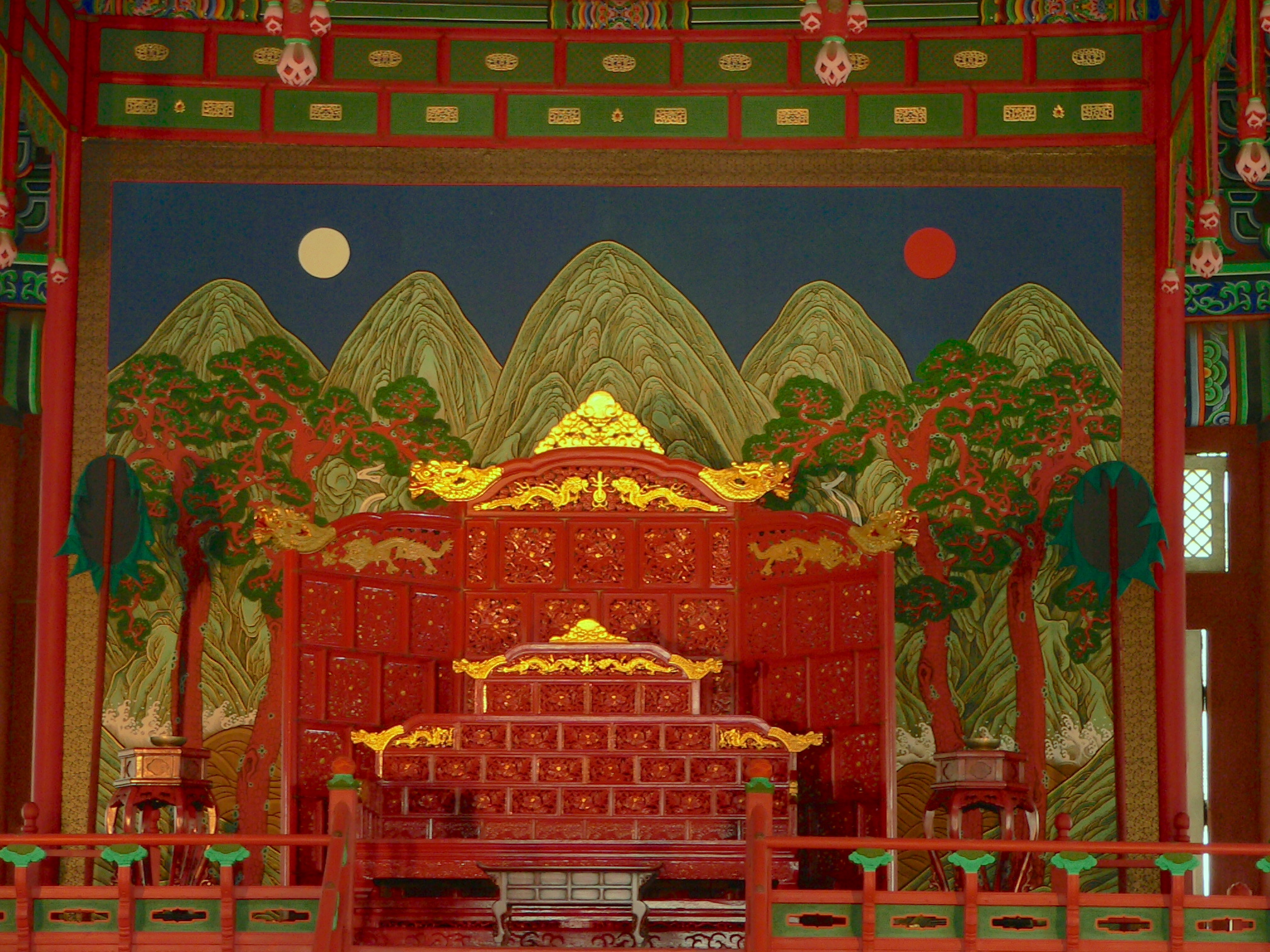
A Főnix-trón, a csoszon (joseon)i királyok trónja a Kjongbok (Gyeongbok)-palotában

A Csoszon (Joseon)-dinasztia kormányzásának alapjait elméletben a konfuciánus értékrend biztosította, amely szerint a jó szándékú uralkodót művelt, erkölcsös és bölcs konfuciánus tudósok segítik a kormányzásban. A legfőbb szerv az Idzsongbu (Uijeongbu) (의정부), azaz az Állami Tanács volt. Élén a jongidzsong (jeonguijeong) (영의정), a főminiszter (vagy főtanácsos) állt, és két másik fontos tagja volt, a csvaidzsong (jwauijeong) (좌의정, „bal oldali főminiszter” vagy „második főminiszter”) és az uidzsong (uuijeong) (우의정, „jobb oldali miniszter” vagy „harmadik miniszter”). Hármójukat úgy is nevezték, szamdzsongszung (samjeongseung) (삼정승, „a három magas rangú tisztviselő”). Rajtuk kívül még négy tanácsos tartozott a hivatalhoz. Eleinte jutalmul kapták a pozíciót a királytól, legtöbbjük azonban a királyi vizsga letétele után került ide.
A végrehajtó szerv az úgynevezett hat minisztérium (Jukcso (Yukjo), 육조) volt, azaz a Hivatalnokügyi Minisztérium, az Adóügyi Minisztérium, a Szertartásügyi Minisztérium, a Hadügyminisztérium, a Rendészeti Minisztérium és a Közmunkaügyi Minisztérium. A Szungdzsongvon (Seungjeongwon) (승정원), a Kancellária volt a felelős a királyi rendeletek végrehajtásáért, itt hat hivatalnok dolgozott. A bírói hatalmat a mai legfelsőbb bíróságnak megfelelő Igumbu (Uigeumbu) (의금부) gyakorolta. Ezen felül fontos szervek voltak még az úgynevezett három hivatal (Szamsza (Samsa), 삼사) alá tartozó hivatalok, név szerint a Felügyeleti Hivatal, a Cenzúrahivatal és a Tanácsadók Hivatala.
Ugyancsak a fontosabb hivatalok és intézmények közé tartozott a Hanszongbu (한성부, Hanseongbu), mely a főváros, Hanjang (Hanyang) (a mai Szöul) igazgatásáért volt felelős, élén a phanjun (판윤, panyun) állt, aki a polgármester megfelelője. A Cshuncshugvan (춘추관, Chunchugwan), azaz a Feljegyzések Hivatala volt felelős az írnoki munkákért, a tanácskozásokon történtek feljegyzéséért és az iratok rendszerezéséért. Ugyancsak fontos szerepet játszott a Szonggjungvan (Seonggyungwan) (성균관) akadémia, ahol az elithivatalnokokat konfuciánus rendszerben képezték. A fiatal tudósok véleményt alkothattak a napi politikáról, a törvénykezésről, tiltakozhattak a törvények bevezetése ellen, váddal illethettek korrupt hivatalnokokat és felszólalhattak az ártatlanul vádoltak mellett.
A hivatalnokrangsorban mindenkoron a civil hivatalnokok (tongban (dongban), 동반, „Keleti részleg”) álltak az élen, a katonai tisztviselők (szoban (seoban), 서반, „Nyugati részleg”) alacsonyabb rangúnak számítottak, bár számukat tekintve ők voltak többen. Kilenc rangfokozat (품 phum (pum) /品) létezett, mindegyiknek volt szenior (csong (jeong), 정) és junior (csong (jong), 종) változata, így összesen 18 rangot osztottak szét a tisztviselők között.

### Frakciók
Csoszon (Joseon) politikai életére a frakciókra szakadás volt a jellemző. Kezdetben, valamint Szedzso (Sejo) (1455–1468) trónra lépésének idején a Hungu (훈구파, 勳舊派; Hungupha (Hungupa)) volt a legerősebb politikai erő. Szongdzsong (Seongjong) (1469–1494) idejében megjelent a Szarim (Sarim) (사림파, 士林派; Szarimpha (Sarimpa)) csoport, befolyásos vidéki tudós-hivatalnokok, akikre számítva a király megpróbálta átformálni a politikai erőviszonyokat. A Szarim (Sarim) radikális reformötletei erőteljes ellenállásba ütköztek, és a nagy tisztogatások idején őket érte a legnagyobb veszteség. Mindezek ellenére befolyásuk fokozatosan nőtt, főleg vidéken, aminek köszönhetően a Hungu szerepe csökkent, majd végleg a Szarim (Sarim) vette át a vezetést a koreai politikában.

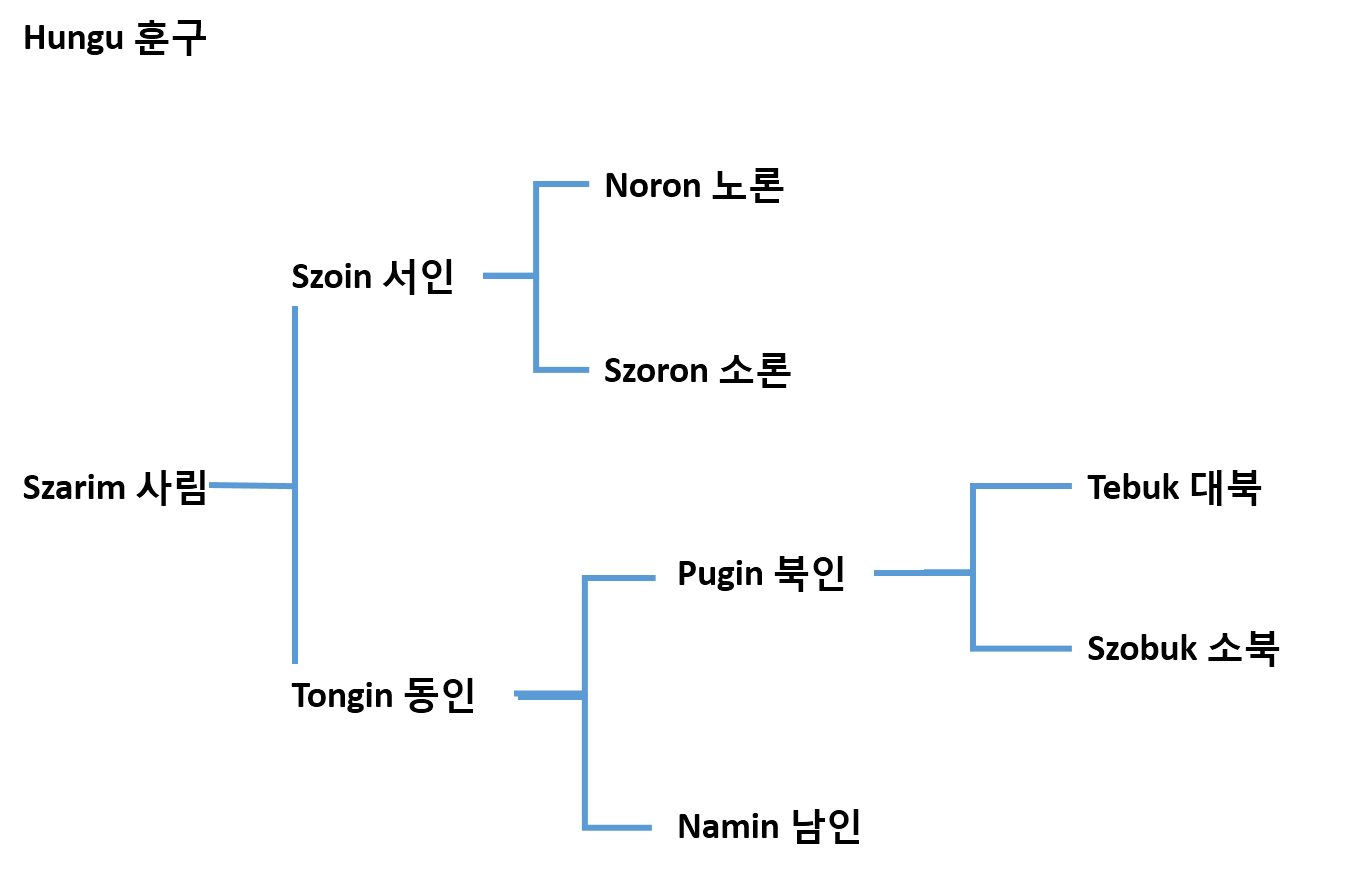
Csoszon (Joseon) politikai frakciói

A Szarim (Sarim) maga is frakciókra bomlott tovább, 1574-ben két vezéregyéniség, Sim Igjom (심의겸, Sim Ui-gyeom), a királyné bátyja, valamint Kim Hjovon (김효원, Kim Hyo-won) között rivalizálás alakult ki. Mindketten más-más konfuciánus tudós tanítványai voltak, és másképp értelmezték a tanításokat. Sim követői magukat Szoin (Seoin) (서인, 西人), azaz „Nyugati frakció” néven nevezték, vezetőjük fővárosi lakhelyének elhelyezkedése nyomán, míg Kim követői voltak a Tongin (Dongin) (동인, 東人), a „Keleti frakció” tagjai, szintén a vezető lakóhelye után. A két párt között heves vita robbant ki Szondzso (Seonjo) (1567–1608) öröklési kérdésével kapcsolatosan, a királynak ugyanis nem volt fiúgyermeke a királynéktól, volt viszont 13 fiúgyermeke az ágyasaitól. A Nyugati frakció az egyik ilyen, akkoriban illegitimnek számító fiú trónöröklését pártolta, a Keletiek pedig hevesen ellenezték. A Keletiek a vita kapcsán újabb két frakcióra szakadtak, a Déliekre (남인, 南人; Namin), akik hajlandóak voltak elfogadni ezt az öröklési opciót, és az Északiakra (북인, 北人; Pugin (Bugin)), akik ortodox módon ellenezték a felvetést. Az Északiak a 17. században tovább forgácsolódtak Nagy Északiakra (대북, 大北; Tebuk (Daebuk)) és Kis Északiakra (소북, 小北, Szobuk (Sobuk)). Ugyancsak a 17. századra kialakult a Nyugatiakból a Noron (노론, 老論; „Öreg doktrína”) és a Szoron (Soron) (소론, 少論; „Fiatal doktrína”) frakció. A 19. századig a Noron, Szoron (Soron), Déli és Északi frakciók uralták a politikai életet, a négy pártot szaszek (sasaek) (사색), „a négy szín” néven is nevezik.
A frakciókra szakadásnak számos oka volt. Az ideológiai különbségeken és a konfuciánus eszmék értelmezési vonalának különbségein túl hozzájárult az is, hogy az uralkodó és az adminisztratív bürokrácia között állandó harc dúlt, a nemesi családok tagjai versengtek a magas pozíciókért és az egyes csoportok mindent megtettek, hogy a különféle állami szerveket, mint amilyen a Felügyeleti Hivatal, a Cenzúrahivatal és a Tanácsadók Hivatala befolyásuk alá hajtsák. A személyes rivalizálások is hozzájárultak a politikai különbségekhez. A frakciók tagjait legtöbbször nem érdekelte a nép jóléte vagy a gazdaság fejlődése, a viták tárgya gyakran elméleti volt, morális, eszmei alapú, és amint valamelyik frakciónak sikerült megragadnia a hatalmat, mindent megtettek a riválisok ellehetetlenítése érdekében. A konfuciánus morálokon alapuló gondolkodásmód szerint ugyanis a kompromisszum a helyes útról való letérést jelentette volna – és mindegyik frakció meg volt győződve arról, hogy az övé az egyetlen helyes út. A frakciók tagjainak tanítványai követték mestereiket, így bizonyos családok mindig bizonyos frakciókhoz húztak.

### Külpolitika
Csoszon (Joseon) a 17. századtól a 19. század végéig izolacionista politikát folytatott, amihez hozzájárult a korábbi hódítókkal való tapasztalatuk. Limitálták a kereskedelmi és diplomáciai kapcsolatokat, ami miatt gyakran szokás „remetekirályságnak” nevezni. Michael J. Seth úgy véli, ez a jelző „túlzás”, mivel ugyanebben az időszakban a kínaiak és a japánok (valamint a délkelet-ázsiai népek) is hasonlóan zárkózottak voltak, ráadásul Korea nem szakított meg minden kapcsolatot a külvilággal, Kínával és Japánnal is érintkezésben maradt, korlátok közé szorítva ugyan a kommunikációt. A koreaiak nem utazhattak külföldre, nagyméretű hajók építése is tilos volt. Egyedül a diplomáciai utak alkalmával juthattak tisztviselők és tudósok át a szomszédos országokba, előre meghatározott útvonalakon. Az időnként érkező kínai küldöttségek is hasonlóan meghatározott procedúra keretében érkezhettek az országba, a kijelölt személyeken kívül más nem érintkezhetett velük, a palotába külön erre a célra szolgáló kapun juthattak be és fallal körülzárt külön épületben szállásolták el őket.

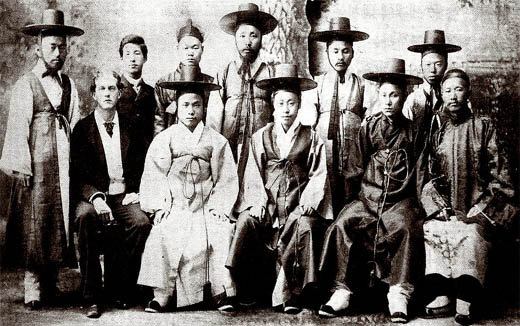
A Pobingsza (Bobingsa) (보빙사) delegáció, az első koreai diplomáciai delegáció, amely nyugati országba látogatott: 1883-ban az USA-ban jártak

Koreai delegációk ritkán látogattak Japánba, akkor is jobbára csak a Koreai-szorosban lévő Cusima szigetére. A japán kereskedők csak Puszan (Busan)nál szállhattak partra, ott is csak az úgynevezett Japán Házban szállhattak meg és csak meghatározott személyekkel kereskedhettek. A kínaiakkal és a japánokkal folytatott kereskedelmi kapcsolatok korlátozott mivoltuk ellenére is fontos forrásai voltak az új technológiáknak, de így kerülhetett be a koreai mezőgazdaságba az édesburgonya, a koreaiak számára ma már nélkülözhetetlen csilipaprika vagy a dohány is. Ugyancsak Kínán keresztül ismerkedtek meg a koreai tudósok a „felvilágosult” eszmékkel, és a kereszténységgel.
Seth véleménye szerint Korea izoláltságának oka nagyrészt a földrajzi fekvésében keresendő, ami miatt kevéssé volt kitéve japán és kínai hatásokon kívül másnak, ellentétben a délkelet-ázsiai országokkal, ahova az európaiak hamarabb és könnyebben eljutottak.

## Népesség
A mezőgazdaság termelékenységének javulása magával hozta a népesség növekedését is Csoszon (Joseon)ban. A főváros, Hanjang (Hanyang) (Szöul) népessége 1528-ban körülbelül 110 000 fő volt, 1786-ban pedig mintegy 199 000 lett, amit követően jelentősen már nem változott. Nagyobb népességcsökkenésre a 17. században került sor, amikor a japán és mandzsu inváziók következtében a főváros lakossága 1657-re 80 572 főre esett vissza, majd fokozatosan emelkedett újra.
| Csoszon (Joseon) népességének változása | Csoszon (Joseon) népességének változása | Csoszon (Joseon) népességének változása |
| Év                                      | Háztartás                               | Népesség (fő)                           |
| --------------------------------------- | --------------------------------------- | --------------------------------------- |
| 1657                                    | 658 771                                 | 2 290 083                               |
| 1669                                    | 1 313 453                               | 5 018 614                               |
| 1675                                    | 1 234 512                               | 4 703 505                               |
| 1717                                    | 1 557 708                               | 6 846 639                               |
| 1768                                    | 1 679 865                               | 7 006 248                               |
| 1807                                    | 1 764 504                               | 7 561 403                               |
| 1834                                    | 1 578 823                               | 8 755 280                               |

## Gazdaság
Csoszon (Joseon) gazdaságának alapját a mezőgazdaság képezte, a kereskedelem és a kézműves ipar elenyésző mértékben járult hozzá az államgazdasághoz. A pénzforgalom csak az 1700-as években lendült fel, de ekkor sem igazán jelentős mértékben, a kereskedelem alapját a barter jelentette.

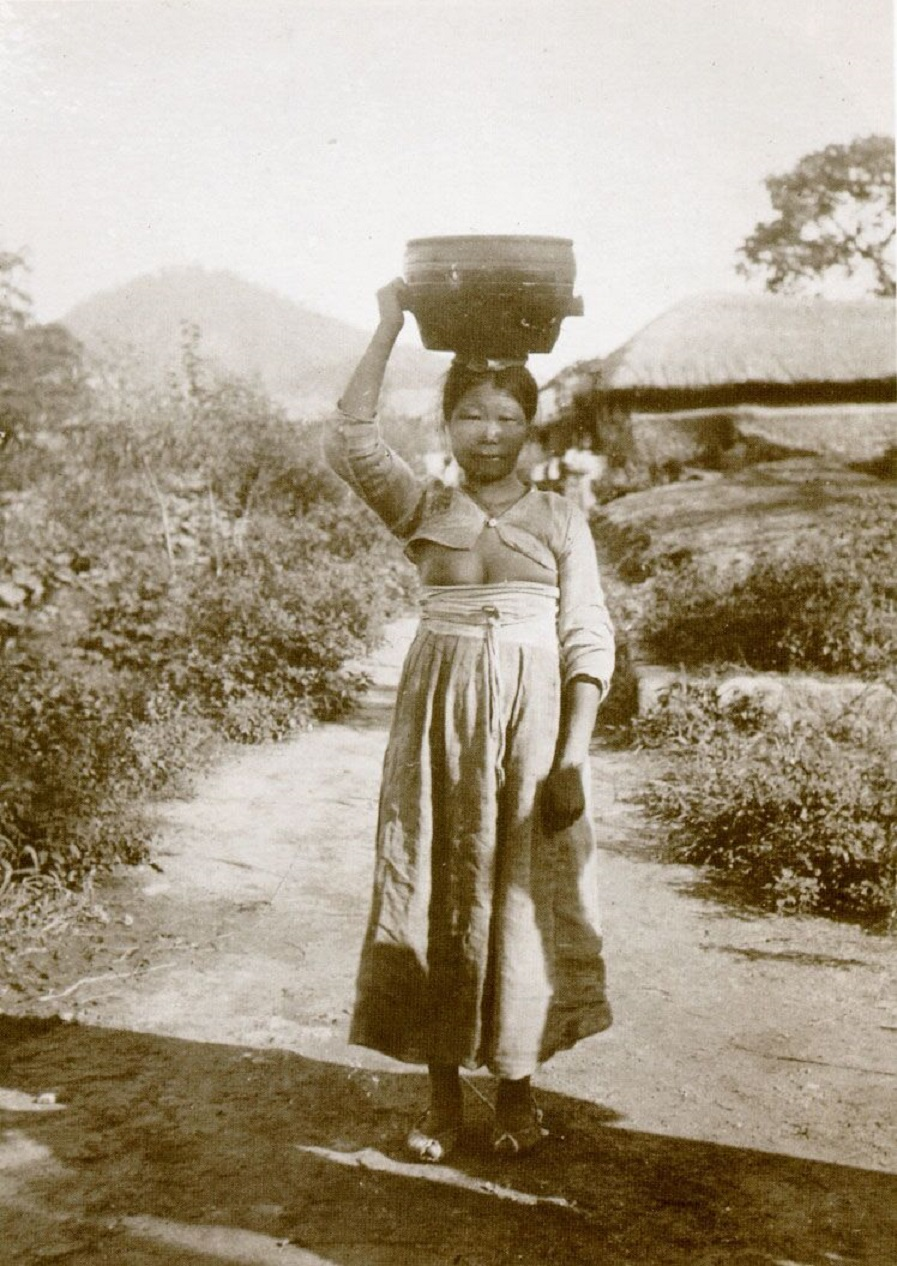
Koreai parasztasszony onggival a fején (19. század)

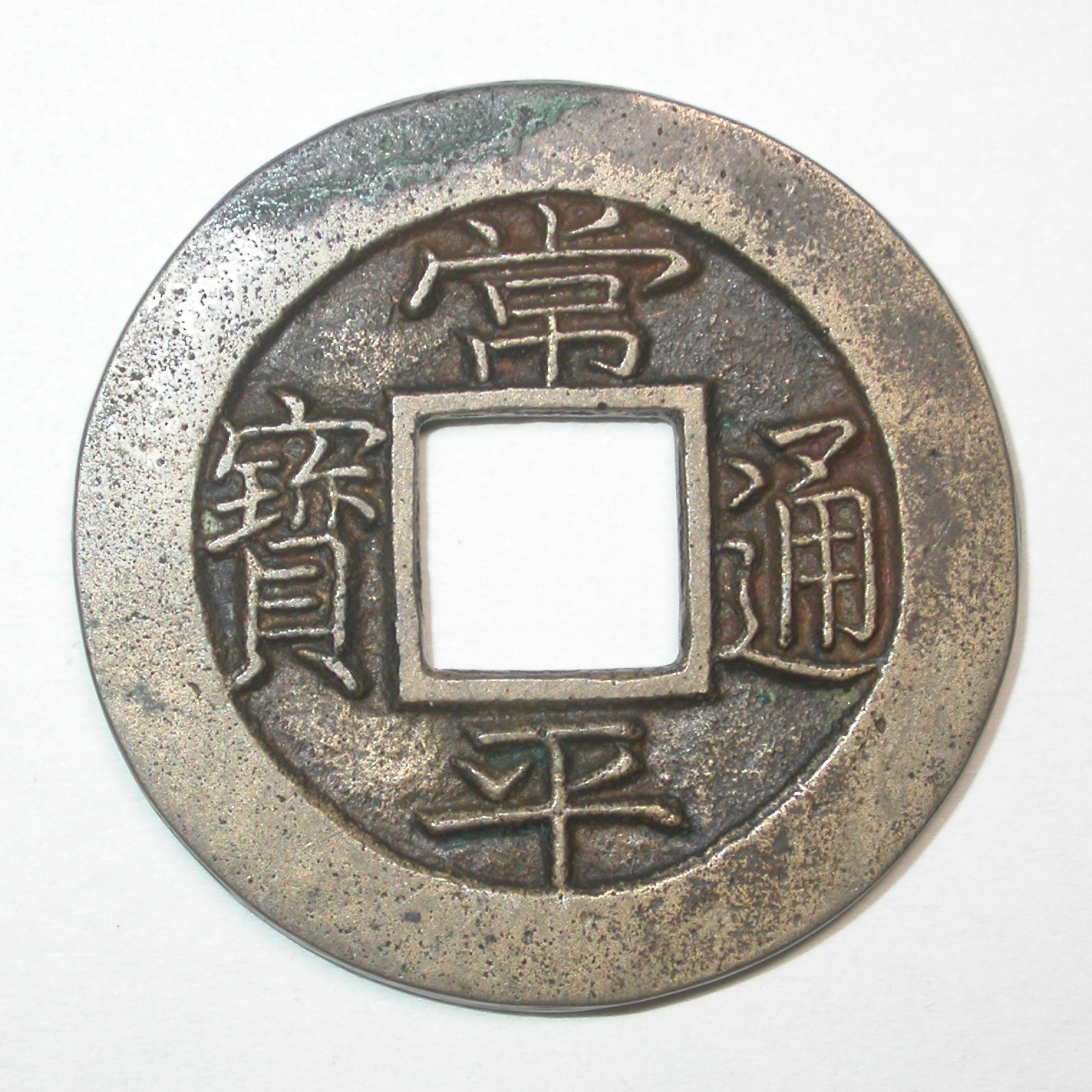
Koreai szangphjongthongbo (sangpyeongtongbo), (상평통보, 常平通寶) pénzérme a 19. századból. 1633-tól volt forgalomban

A föld elméletben állami tulajdonban volt, azonban minden hivatalnok kapott földet, valamint az úgynevezett „érdemes alattvalóknak” is osztották jutalmul. A földterület mértékegysége a kjol (gyeol) (결) volt. A leggyakoribb gabonafélék a rizs mellett az árpa, a köles és a hajdina voltak, köztes termesztésben vetettek még szójababot, azukibabot és gyökérzöldségeket. A későbbi Csoszon (Joseon)-korban termesztettek gyapotot és dohányt is eladásra, valamint a 18. és 19. században megjelentek az újvilági termények is, mint a burgonya és az édesburgonya. A modern földművelési technológiáknak köszönhetően a termelékenység megnőtt és a lakosság száma is növekedni kezdett.
Az állam bevételeinek forrását a különféle adók jelentették, és bár sikeresebben működött a rendszer, mint Korjóban (Goryeoóban), így sem tudott elegendő bevételt termelni. A földre kivetett adó mellett különféle természetbeni adót vetettek ki, melyeket szintén a parasztok fizettek. A nemesi jangban (yangban) réteg nem fizetett adót, a földadót is a parasztokon hajtották be. Szokásos volt a parasztoktól megkívánt robotmunka, elterjedt volt a csúszópénz, a hivatalnokok jobbára ebből éltek. Az államnak hitelező funkciója is volt, kínai mintára hozták létre a gabonahitelezést. Ennek eredeti funkciója az volt, hogy az állam gabonát vásárolt és tárolt, majd éhínség, szárazság idején ebből a készletből kölcsönzött a rászorulóknak.
A konfuciánus értékrendnek is köszönhetően a kereskedelmet alantas dolognak tartották, így más államokhoz képest ez az ágazat jelentősen fejletlenebb volt Csoszon (Joseon)ban. A pénzérme-verés a 18. század közepéig szórványos volt és jórészt csak rézérméből állt. Ezek a kínai mintát követve kerek alakúak voltak, középen négyszögletes lyukkal, zsinórra fűzve. Az arany- és ezüstérmék hiányában ez megnehezítette a nagyobb mennyiségű tranzakciókat, ezért inkább selyemmel és egyéb drága szövettel vagy gabonával bonyolították azokat. A 15. században a Ming-dinasztia aranyat és ezüstöt követelt Koreától, ezért inkább nem bányászták.
Az árukat jobbára házalók (보부상, pobuszang (bobusang)) vitték a hátukon, akik céhekbe tömörültek. A fővárosban kizárólag engedéllyel rendelkező üzletek (시전, sidzson (sijeon)) árusíthattak. Itt hat állami beszerző cég működött, valamint 31 magánüzlet. Két felügyelő szervük volt, a Kjongsigam (경시감, Gyeongsigam), azaz a Fővárosi Piacfelügyelőség, mely szabályozta az árakat és begyűjtötte a kereskedelmi adót, valamint a közegészségügyi feladatokat ellátó Cshongdzsegam (청제감, Cheongjegam). Máshol időszakos piacok (향시, hjangsi (hyangsi)) működtek, melynek helyét és idejét törvényben írták elő. Ezek mellett félévente tartottak egy-egy termékcsoportra (például gyógynövényekre, mezőgazdasági eszközökre, állatokra stb.) specializált vásárokat nagyobb településeken. A külkereskedelem jobbára tilos volt, kivéve a diplomáciai utakon történt vásárlásokat, ezek során ezüstöt, aranyat, rezet, bádogot, ként, timsót, cukrot, borsot, édesgyökeret, szantálfát, Caesalpinia sappan-fát, kardokat, vízibivalyszarvat és elefántagyarat hoztak be az országba. Exportként pamutot, rizst, kendert, ramit,, ginzenget, virágmintás párnákat, fókabőrt és könyveket vittek ki. A 19. században megjelentek a nagybani kereskedők (객주, kekcsu (gaekju)), akik raktárakat, fogadókat üzemeltettek és szállítmányozással is foglalkoztak.
Mezőgazdasági állam lévén Csoszon (Joseon)ban a kézműves ipar volt jobbára elterjedt. Asztalosok, kovácsok, kalapkészítők kis műhelyeket üzemeltettek, ahol maguk árultak, vagy házalókkal értékesítették a munkáikat. A parasztok jövedelem-kiegészítésképp selymet, pamutot, lenvásznat állítottak elő. Ezen felül állami manufaktúrák működtek, ahol rabszolgák dolgoztak.

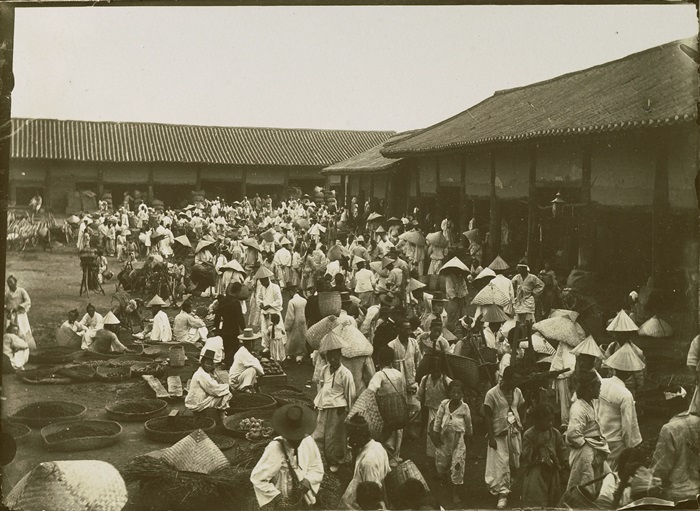
Régi koreai piac
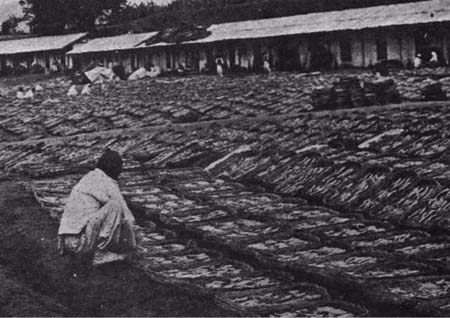
Ginzengtermesztés

## Társadalom
Csoszon (Joseon) társadalma konfuciánus eszmék, a három sarkalatos alapelv és az öt erkölcsi norma szerint épült fel. A koreai társadalom számára különösen fontos volt a tekintélyalapú hierarchia a társadalmi rétegek között, az idősebbek és a fiatalabbak között, nagy hangsúlyt fektettek a családra, a rend és a harmónia fenntartására és a nők alacsonyabb rangjának kiemelésére. Négy osztály alakult ki, a jangban (yangban), a nemesség, a csungin (jungin), a tulajdonképpeni középosztály, a szangmin (sangmin), azaz a köznép, valamint a kitaszítottak rétege, a cshonmin (cheonmin). A társadalom urai a népesség alig 10%-át alkotó jangban (yangban)ok voltak, akik számos privilégiummal rendelkeztek. Az ilyen tudós-hivatalnokok elsődleges célja az állami vizsgákon való megfelelés, és magas hivatalokat betöltő örökösök nemzése volt. Nem fizettek adót, nem végeztek semmilyen fizikai munkát. A „középosztályba” tartoztak az úgynevezett „technikai szakemberek” (azaz például a tolmácsok, írnokok, csillagászok, könyvelők, orvosok, zenészek) és a vidéki, örökletes kis tisztségviselők. A társadalom legnagyobb részét, mintegy 80%-át a köznép, a szangmin (sangmin) tette ki, ide tartoztak a parasztok, a kereskedők és a kézművesek. A kitaszított, legalsó osztályba kerültek a rabszolgák, az „alantas” foglalkozásokat űzők (például a mészárosok, sírásók), a sámánok, a vándorkomédiások és a kiszeng (gisaeng)ek.

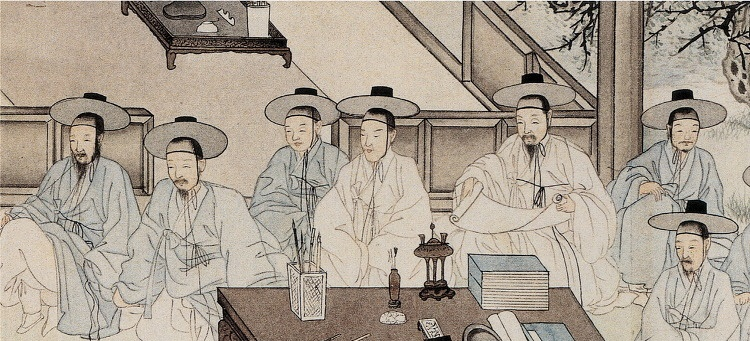
Csungin (Jungin) osztálybelieket ábrázoló festmény

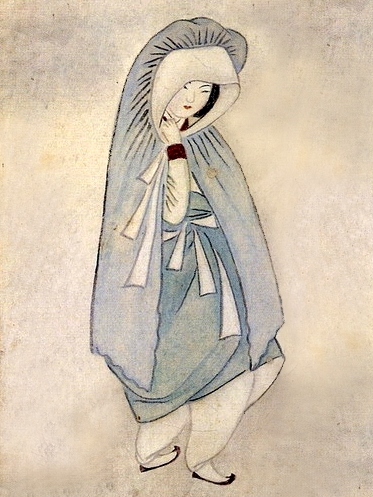
Sszuge cshima (Sseugae chima), amivel az alacsonyabb rangú nők takarták le a fejüket, ha utcára léptek

Ebben a korban jelentősen szigorodott a klánstruktúra a koreai társadalomban, a vérvonal elsődleges fontosságúvá vált. A családok életét törvénykönyv szabályozta, az egyes ceremóniák megkövetelésével és rítusainak pontos leírásával. A Korjo (Goryeo)-korhoz képest jelentős változáson ment át a házasság intézménye, melyre számos szigorú szabály vonatkozott. A Csoszon (Joseon)-kort rendkívül komolyan vett exogámia jellemezte, azaz tilos volt egy klánon belül házasodni. Egy férfinak több felesége, illetve ágyasa is lehetett, a köznép, illetve rabszolga sorsú nőktől született gyermekek azonban illegitimnek számítottak. Létezett a minmjonuri (minmyeoneuri) (민며느리), azaz a gyerekmenyasszonyság intézménye is, amikor 6-7 éves kislányokat adtak férjhez, akik az esküvő jó pár évvel későbbi időpontjáig gyakorlatilag cselédként dolgoztak a jövendőbeli anyósuknál. A családi vagyon nagy részét az elsőszülött fiú (csangdzsa (jangja), 장자) örökölte, a többi fiúgyermek is kapott valamennyi örökséget, a lányok azonban semmit sem örökölhettek.
A nők helyzete jelentősen romlott a korábbi korokhoz képest, a nemesi származású nőket teljesen elzárták a külvilágtól. A nőknek tökéletes konfuciánus eszményeknek kellett megfelelniük, teljes alárendeltségben éltek, engedelmességgel tartoztak az apjuknak, a férjüknek, az apósuknak és a fiuknak is. Otthonukban a férfiaktól elkülönítetten éltek, még a paraszti házakban is volt külön lakrész a férfiaknak és nőknek. A nők túlnyomó többsége írástudatlan volt, mert az iskolák csak férfiakat oktattak. A konfuciánus eszme szerint a nőnek örökké hűségesnek kell lennie a férjéhez, a halálon túl is, ezért az özvegyek nem mehettek újra férjhez. A nők számára csupán négy fajta „foglalkozás” létezett: szanggung (sanggung), azaz palotahölgy, sámán, gyógyítónő és kiszeng (gisaeng). A kor végére a nők szinte „névtelenné” váltak, férjük nevén („xy felesége”) vagy gyermekük neve alapján („xy anyja”) azonosították őket.

## Kultúra

### Gasztronómia

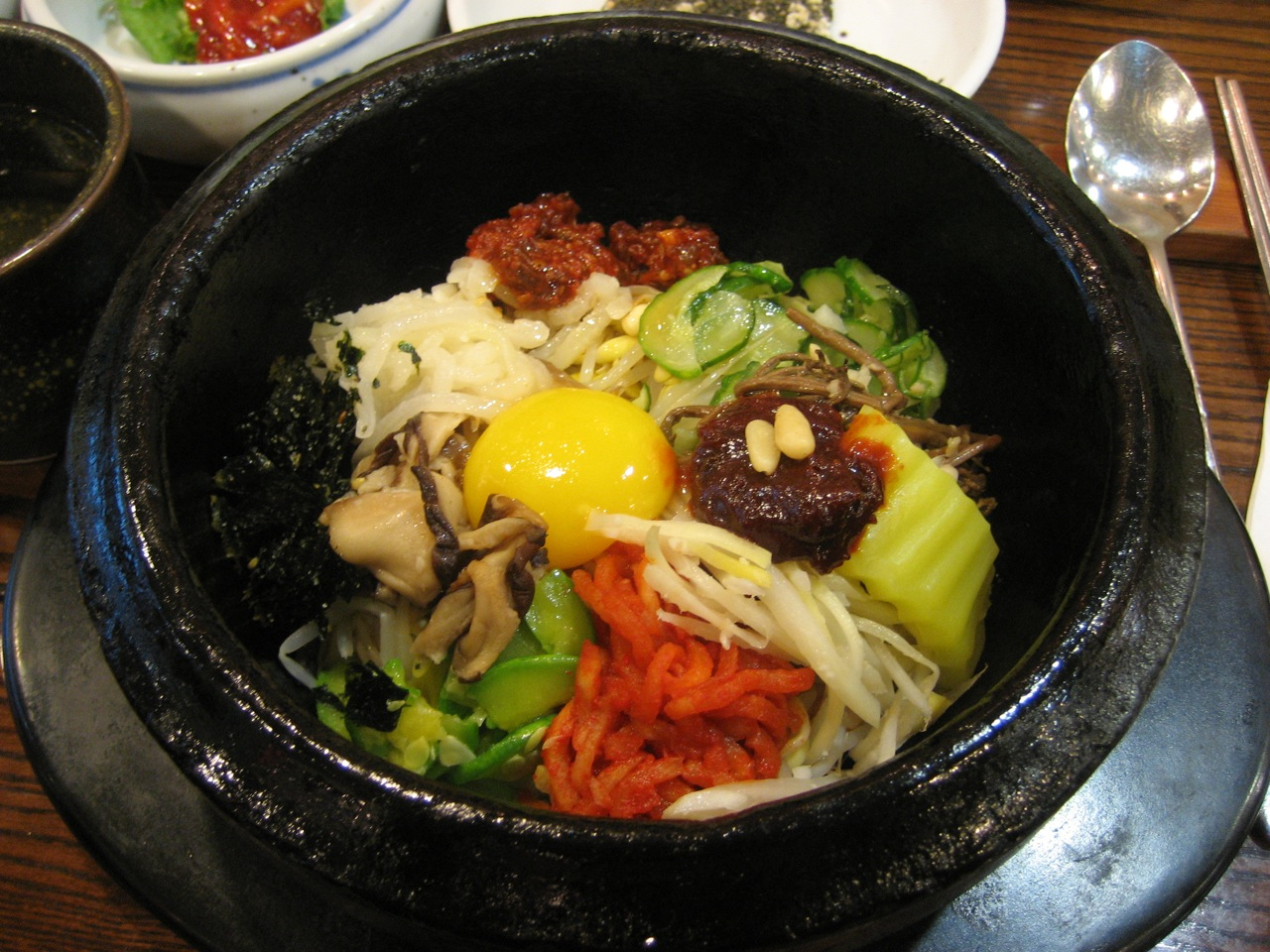
Pibimbap (Bibimbap)

A kor ételeinek nagy része korábbi korok öröksége, például a szójababot használó ételek, a mandu, a kimcshi (kimchi), a ttok (tteok) és tésztaételek. A kimcshi (kimchi) mai jellegzetes csípősségét és vörös színét adó csilipaprika csak a 16. században jutott el Koreába. A szójaszósz és a töndzsang (doenjang) hosszú múltra tekint vissza a koreai kultúrában, a tofu azonban csak ebben a korban került be a koreai étkezésbe, kínai közvetítéssel. A rizs (pap (bap)) fontos része volt az étkezésnek, a szegényebbek más gabonafajtákkal keverték. A kései Csoszon (Joseon)-időkből származik a ma népszerű pibimbap (bibimbap), a „kevert rizs”, melyet a holdújévi ünnepségeken megmaradt hozzávalókból készítettek. Jelentős szerepet kapott az étkezésben a vörös szemű azukibab, melyhez számos hiedelem kötődött. Ugyancsak a Csoszon (Joseon)-korban került be az étrendbe a burgonya, az édesburgonya és a hüvelyes növények. A húsételek a köznép számára ritkák voltak, leginkább ünnepségek, fesztiválok idején lehetett hozzájutni. A marha-, sertés- és csirkehús mellett a kutyahúst is fogyasztották. A koreai konyha elengedhetetlen eleme volt már ekkor is a hal és a tenger gyümölcsei, melyek a köznép számára is elérhetőek voltak.
A színeknek, akárcsak a koreai élet minden egyéb területén, nagy jelentősége volt a konyhaművészetben is. Az öt elem (oheng (ohaeng)) filozófiája alapján a koreai ételek a kék/zöld, piros, sárga, fehér és fekete színeket használták és használják ma is. A zöld színt a zöldségek (újhagyma, tökfélék, uborka, egyéb zöld növények) adják, a piros színt a csili, a sárgarépa és a jujuba, a fehér és a sárga színt a külön sütött tojásfehérje és tojássárgája, a feketét pedig a sötét színű gombák és a kim. Ez a fajta esztétikai élmény leginkább a nemesek és az udvar számára volt elérhető.
Az ősök tiszteletére tartott megemlékezések során is szolgáltak fel ételt, italt az elhunytaknak; a felsőbb osztálybeliek évente több alkalommal is, a szegényebbek ritkábban. Ez a konfuciánus szokás ma is él. Az alkoholos italok fontos szerepet töltöttek be a csoszoni (joseoni) társadalomban. Készítettek bort ginzeng, fenyőfélék tűlevelei, fenyőágak, fenyővirágpor, bambuszlevél felhasználásával is, összesen több mint 60 fajta gyógynövényes bort jegyeztek fel. Minden háznál volt rizsbor az italáldozatok végett. Népszerűek voltak a „virágborok” is, amelyeket virágszirmokkal (azálea, rózsa, szilvafa virága, pásztortáska, cseresznyefa virága, kamélia) ízesítettek. A bor igen fontos kelléke volt a vendéglátásnak, a jó házigazda sosem hagyta a vendéget ital nélkül.

#### Udvari ételek

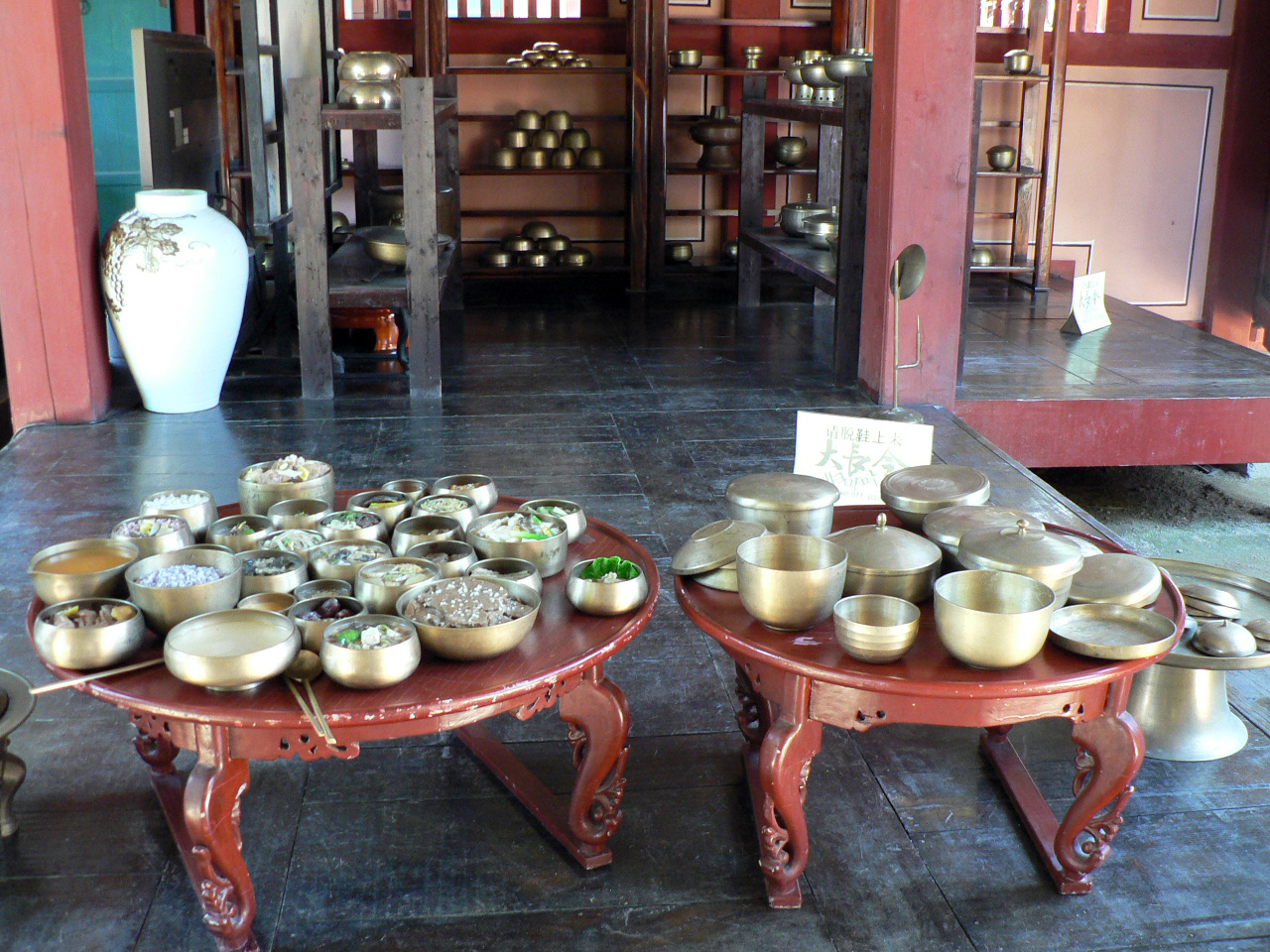
Szuraszang (Surasang)

A Csoszon-udvarban az ételek kiemelkedő fontosságúak voltak, ezt támasztja alá, hogy a hat minisztériumban (육조, Jukcso) számos hivatalnok volt felelős a királyi udvar ellátásáért, az ételek elkészítéséért, beszerzéséért, a munkafolyamatok ellenőrzéséért. Ezen felül a palotában több száz asszony, úgynevezett kungnjo (궁녀, „palotahölgy”) dolgozott, akik többek között az ételek elkészítéséért és felszolgálásáért voltak felelősek, ételtípusonként. Volt külön szakács ttok (tteok)féleségekhez, levesekhez, teákhoz, stb. A pontos hierarchiát törvényben határozták meg.
A szuraszang (surasang), azaz a királyi étkezőasztal terítésének megvoltak a szabályai, nem csak hogy milyen ételeket lehetett felszolgálni, de azok sorrendje és elhelyezkedése az asztalon is fontos volt. Általánosságban felszolgáltak kétféle rizst, kétféle levest, kétféle ragut, egyféle ccsim (jjim)et, csongol (jongol)t, háromféle kimcshi (kimchi)t, ételízesítőket (kandzsang (ganjang), kocshudzsang (gochujang), töndzsang (doenjang)) és tizenkétféle szezonális pancshan (banchan)t (십이첩, sibicshop (sibicheop), „tizenkettes tálalás”). Az asztalokon öt pár szudzso (sujo)t helyeztek el, kettőt használt a király, a többi hármat pedig a felszolgáló udvarhölgyek. Az evőeszközök és az étkészletek, edények kovácsolt bronzötvözetből készültek, összefoglaló nevük pangccsa jugi (bangjja yugi) (방짜 유기). Ezek jól sterilizálhatóak, szagtalanok és nem mérgezőek, így rendkívül népszerűek voltak a nemesség körében is.

### Vallás
Csoszon (Joseon) hivatalos államvallása a neokonfucianizmus volt, de emellett továbbra is létezett a buddhizmus és az ősi sámánizmus is, a 17. században pedig megjelent az országban a kereszténység.

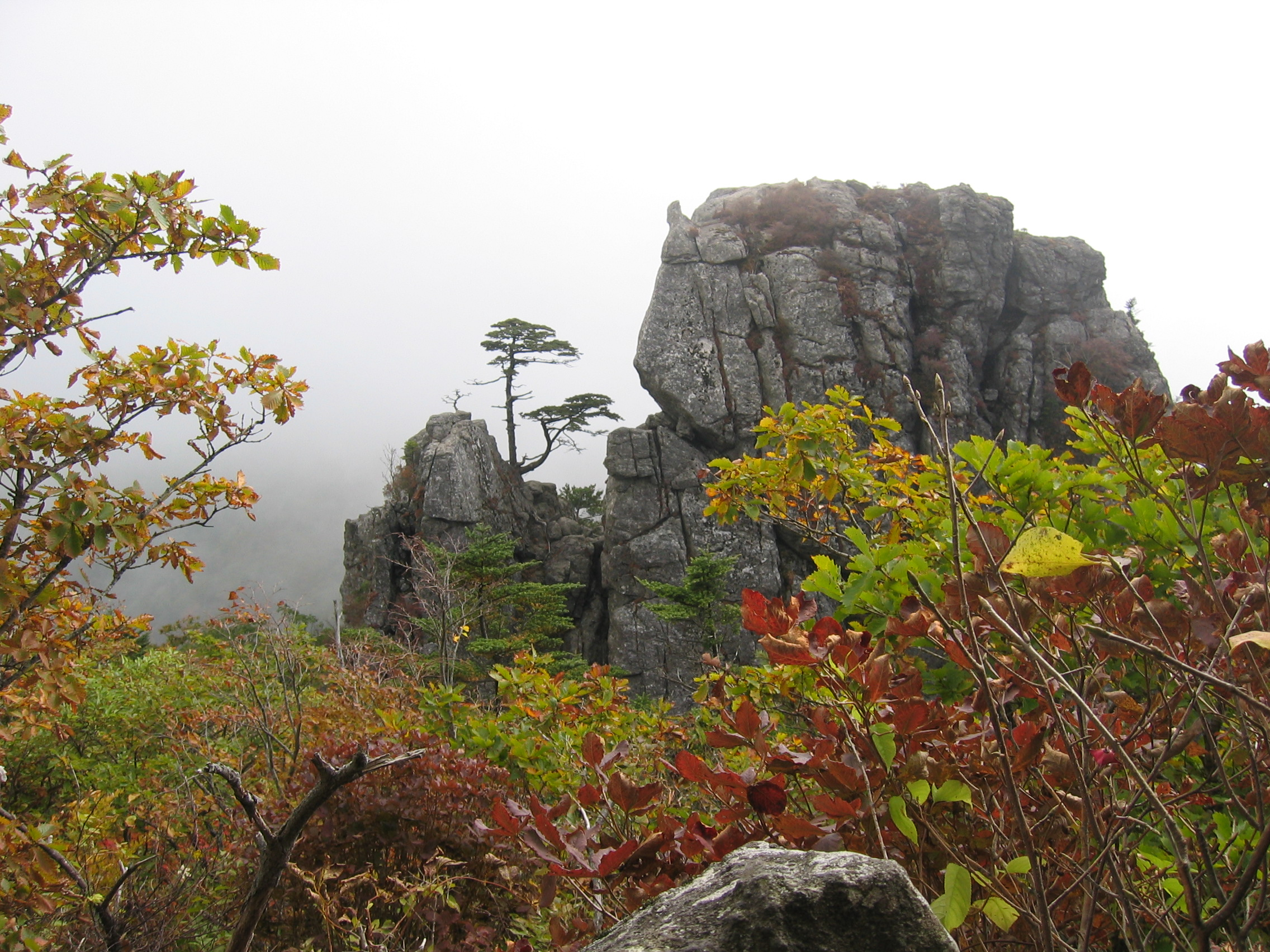
A Csiriszan (Jirisan)

Az Arang and the Magistrate című dorama jól bemutatja a koreaiak összetett vallási és hiedelemvilágát, és a szellemek fontos szerepét. A képen a főszereplők, Arang (balra), aki szellem, a magisztrátus (jobbra), és mögöttük végezetlen dolgaik miatt a Földön ragadt szellemek

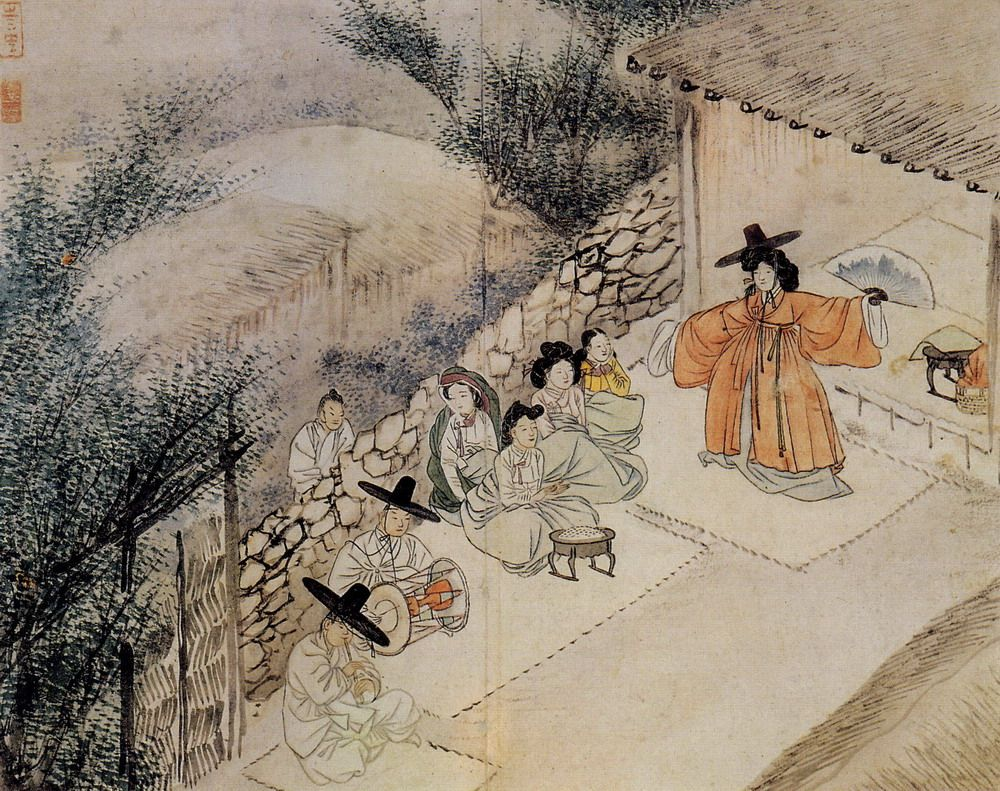
Sámánnő rituáléja 1805 körül

Amikor az állam hivatalosan is a neokonfuciánus értékrend felé fordult, megkezdődött a vallási élet átszervezése is. Elsősorban a buddhizmust próbálták meg háttérbe szorítani, az állami életben megtiltották a buddhista ceremóniákat, helyükbe konfuciánus rituálék kerültek. Megszüntették a buddhista főpapok politikai hatalmát, amit korábban királyi tanácsadóként gyakoroltak. A fővárosból száműzték a szerzeteseket, számos földterületet és rengeteg rabszolgát elvettek a templomoktól és megtiltották újabbak építését. A 16. századra megszüntették a papok rangsorrendjét és a papi vizsgát, és csak távoli hegyvidékeken maradhattak meg a templomok. Sok templomot konfuciánus iskolává alakítottak át. A köznép, főleg a nők életéből azonban nem tudták teljesen száműzni a vallást, és a magánéletbeli gyakorlását nem tiltották meg, a közéletben, a nyilvánosság előtt azonban nem lehetett szerepe. Ugyanez történt a taoizmussal és a sámánizmussal is. A koreai buddhizmus kjo (kyo) és szon (seon) ága megmaradt és több neves tanító, gondolkodó is élt a korban, a buddhizmus általános hanyatlása ellenére is.
A köznép számára az ősi vallásokon alapuló hiedelmek fontosak maradtak. A konfucianizmus nem adott lehetséges leírást például a halál után történtekre, nem foglalkozott istenekkel, szellemekkel, az embereket azonban továbbra is érdekelték ezek a jelenségek. A szellemeknek, azaz küsin (gwisin)eknek tulajdonítottak egyes betegségeket, féltek a nyugtalan, végezetlen dolga miatt a földi világban rekedt szellemektől. A fáknak, köveknek, hegyeknek is volt szelleme, a hegyi szellemnek, a Szansin (Sansin)nak készített szentélyek olyannyira gyakoriak voltak, hogy még a buddhista templomokban is meg lehetett őket találni. A hegyek különösen fontos szerepet játszanak ma is a koreai kultúrában, az észak-koreai–kínai határon fekvő Pektuszan (Baektusan) például a 13. század óta szent hegy, de a Csiriszan (Jirisan) és a Mjohjangszan (Myohyangsan) is rendkívül fontos volt spirituális szempontból. A koreai nők még ma is a hegyekbe mennek imádkozni családjuk egészségéért.
Mindezeken felül fontos szerepet játszottak a hétköznapi életben a házi szellemek, istenségek, melyek felé az egyes rituálékat a nők végezték, akik a konfuciánus csesza (jesa)-ceremóniákból ki voltak rekesztve. A ház különböző szegleteiben különböző szellemek éltek, akik felügyelték az adott részt. A tornác gerendái között lakozott a Szongdzsu (Seongju) (성주), a „házúr”, Szamsin Halmoni (Samsin Halmeoni) (삼신할머니), a szülést felügyelő „nagyanyó” a belső szobában, azaz a nők szobájában lakott, a Csovang (Jowang) (조왕), „a konyha istensége” a konyhában. Az illemhely szellemének neve Pjonszo Kaksi (Byeonso Gaksi) (변소각시, „illemhely-kisasszony”) volt. A ház alapzatában élt a Csisin (Jisin) (지신), a „földistenség”, a főkaput a Szumun (Sumun) (수문, „kapuőr”) szellem védte. A tárolóedényekben lakozott a Ponhjang Szansin (Bonhyang Sansin) (본향산신, „hegyi istenség”) és a Cshilszong (Chilseong) (칠성, Big Dipper-csillagjegy) szellem. A ház legfontosabb szelleme a Thodzsu Tegam (Teoju Daegam) (터주대감), a házistenség volt, akinek a nők rituálé keretében ételt ajánlottak fel. Ez a szokás ma is gyakorlatban van, új épület építése előtt étellel adóznak a házistennek. Minden falunak volt saját védelmező istensége, a szonghvang (seonghwang) (성황), melynek szentélyt is emeltek. A háziszellem-kultuszt Kínától vették át, de a rituálék különböztek Koreában.
A szellemek és istenségek között az ősidők óta a sámánok (무당, mudang) játszották az összekötő szerepet a koreaiak számára. A konfuciánus tudósok elítélték a sámánisztikus rituálékat és nem nagyon tűrték meg a sámánokat, akik azonban fontos eszközei voltak a köznéppel való kapcsolattartásnak, így az állam is rájuk szorult. A sámánokat regisztrálták, külön hivatal felügyelte őket, adót fizettek és a 17. századig még királyi sámáni pozíció is létezett, és a királyi család is konzultált sámánokkal. A hivatalnokok is alkalmazták őket rossz szellemek elűzésére, esőcsinálásra vagy épp vihar elhárításához. A legtöbb sámán nő volt, és a korszak vége felé már jobbára csak nők vették igénybe a szolgáltatásaikat, például betegségek elűzéséhez.
A koreaiak előszeretettel gyakorolták a geomanciát (fengsuj (fengshui)t) is, amely a fontos helyek, például sírok, szentélyek helyének kiválasztásában játszott nagy szerepet. A vándorló csiszák (jisák) (지사) végezték ezt a feladatot. Még Szöul helyének kiválasztása is geomancia alapelvei alapján történt, a hegyek és a Han folyó védik a várost.
A 17. században Pekingbe látogató koreai küldöttségek hoztak be először kereszténységgel kapcsolatos műveket Koreába, például Matteo Ricci vagy Johann Adam Schall von Bell munkáit. Ekkor alakult ki a szohak (seohak), a „nyugati tanulást” propagáló csoportosulás, akik többek között keresztény filozófiával is foglalkoztak. Több, Kínába látogató koreai értelmiségi vette fel a katolikus vallást és hazatérve másokat is átkereszteltek. Bár Csongdzso (Jeongjo) király 1785-ben katolikusellenes rendeletet hozott és több átkeresztelkedettet is megbüntetett, az érdeklődés a kereszténység iránt nem lanyhult. 1795-ben mintegy 4000 koreai volt katolikus vallású. Szundzso trónra lépésével a konzervatívabb Noron frakció került hatalomra, és 1800-ban kezdetét vette a katolikusok véres üldöztetése Koreában, mintegy 300 embert öltek meg, köztük prominens tudósokat, akik a nyugati életmódot és tudományt részesítették előnyben. Ennek ellenére a katolikusok nem törtek meg, Kínából francia és kínai hittérítők érkeztek az országba, és bár többjüket is letartóztatták és kivégezték, a kereszténységet már nem lehetett megállítani, 1850-re az áttértek száma elérte a 11 000-et, 1865-re pedig 23 000-re nőtt.

### Oktatás
Csoszon (Joseon)ban a jangban (yangban)ok számára az oktatás, a műveltség kiemelkedően fontos szerepet játszott. A művelt ember erkölcsi példaképnek számított, így a falvakban is elérhetővé tették az alapszintű oktatást, mert a társadalom úgy vélte, a konfuciánus erkölcsi alapismeretek nélkül egyetlen férfi sem lehet jó családfő, férj vagy egyszerűen csak jó tagja a társadalomnak. Éppen emiatt a férfiak körében az írástudás elterjedt volt. A nők számára nem volt elérhető az oktatás, néhány, gazdag családból származó nő és a kiszeng (gisaeng)ek kivételével a nők jobbára írástudatlanok voltak, az írástudók száma még a 19. század végén sem haladta meg a 4%-ot.

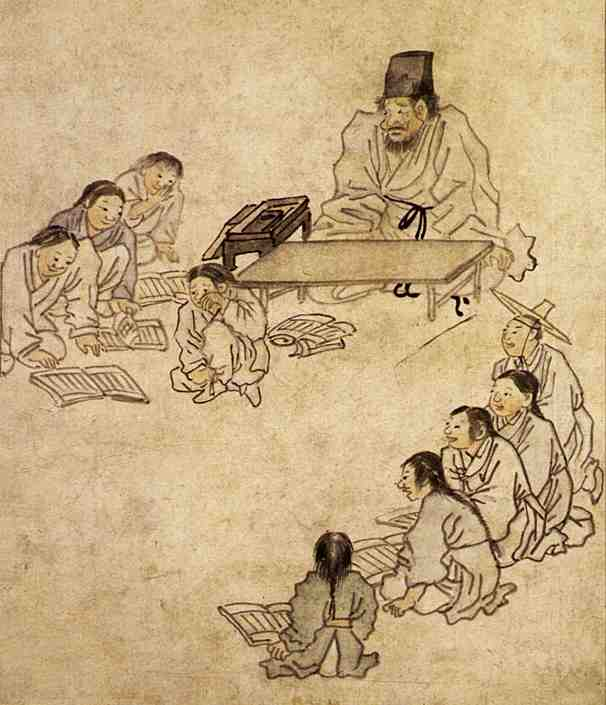
Szodang (Seodang), falusi iskola. Rajz a 18. századból

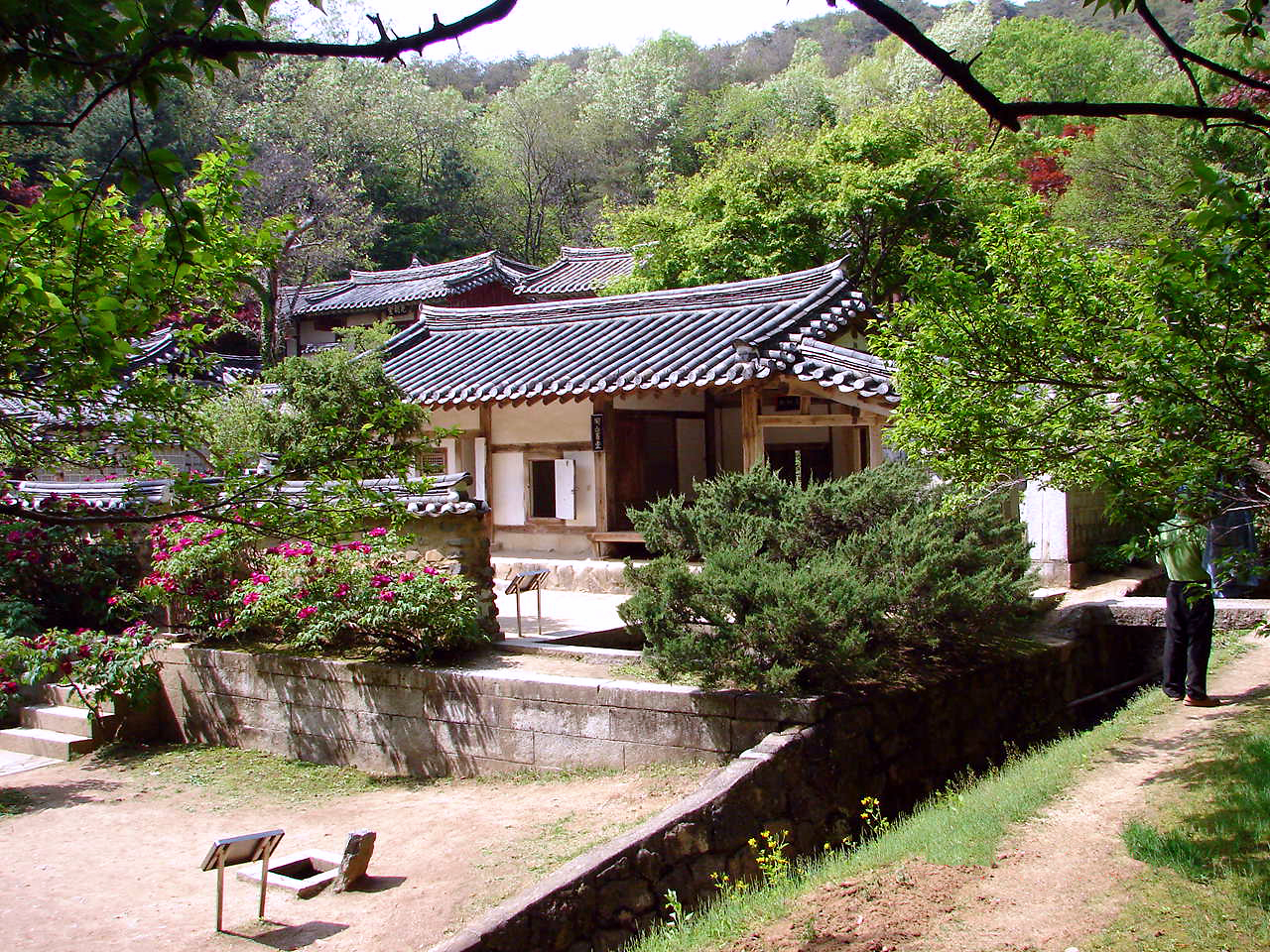
A Toszan szovon (Dosan seowon) Andongban

A tanár-tudósok nagy tiszteletnek örvendtek, hiszen ők biztosították a nagyra értékelt erkölcsi példaképet. Szerepük nem csak a fiatal generációk nevelése volt, ők biztosították, hogy a hivatalnokok és az uralkodók mindenkor a konfuciánus törvények szellemében járjanak el, amennyiben úgy látták, hogy ez nem teljesül, szót emelhettek. A kor legmagasabb szintű oktatási intézményének, a Szonggjungvan (Sungkyunkwan)nak a hallgatói szintén tarthattak demonstrációkat, tiltakozhattak törvények bevezetése vagy ártatlanok elítélése ellen. Szundzso király (1800–1834) uralkodása alatt például húsz alkalommal jegyezték fel az akadémia hallgatóinak tömeges demonstrációját.
Az oktatás többféle iskolában zajlott. A legalapvetőbb elemi magániskola a falvakban a szodang (seodang) (서당) volt, ebből a kor vége felé körülbelül 16 000 létezett szerte az országban, és bárki nyithatott ilyet. A szodang (seodang)ban rendszerint különböző korú gyerekek tanultak együtt, de nem volt ritka a huszonéves tanuló sem. Alapvető konfuciánus klasszikusokat olvastak itt.
A főváros, Szöul négy állami iskolának adott otthont, ezek együttes elnevezése a szahak (sahak) (사학, „négy iskola”) volt, amelyek az állami vizsgákra készítették fel a diákokat és egyenként csupán 160, később 100 főt fogadtak. Ugyancsak itt volt található a Szonggjungvan (Sungkyunkwan) akadémia. A tartományi központokban létrehozott állami iskolák megnevezése hjanggjo (hyanggyo) (향교) volt, számuk meghaladta a 300-at, törvény szerint 30–90 diákot fogadtak. Ezekbe az iskolákba a jangban (yangban)ok gyermekei jártak, a juhak (yuhak) (유학, diák) titulus privilégiumnak számított, például mentesített a katonai szolgálat alól. Itt az alacsonyabb szintű állami vizsgára, a szamára (samára) (사마) készítették fel a 16-19 éves diákokat, amivel a Szonggjungvan (Sungkyunkwan) akadémiára lehetett bekerülni. Utóbbiba való bekerüléskor 18-19 évesek voltak a hallgatók, 20 és 23 éves koruk között jelentkezhettek a kvago (gwageo) vizsgára, ami a hivatalnokok számára szükséges volt.
A 16. században megjelentek az elit magániskolák, a szovon (seowon)ok (서원), melyek gyorsan az állami hjanggjo (hyanggyo) iskolák riválisai lettek. Ezeket az iskolákat jobbára visszavonult tudósok, értelmiségiek, hivatalnokok alapították, a 18. század végére számuk elérte a 680-at. Nem csak oktatási központként, de politikai frakciók találkahelyeként is funkcionáltak, köréjük szerveződött a politikai élet is. A Kabo (Gabo)-reformok (1864) után sokat bezárattak.
A csoszoni (joseoni) elit számára az általános tudás számított leginkább, a specializált tudást lenézték. A szaktudást mérő vizsgára (잡과, csapkva (japgwa)), melyet például az orvosoknak, csillagászoknak, tolmácsoknak kellett letenniük, jobbára a csungin (jungin) osztályból származók jelentkeztek.

### Irodalom

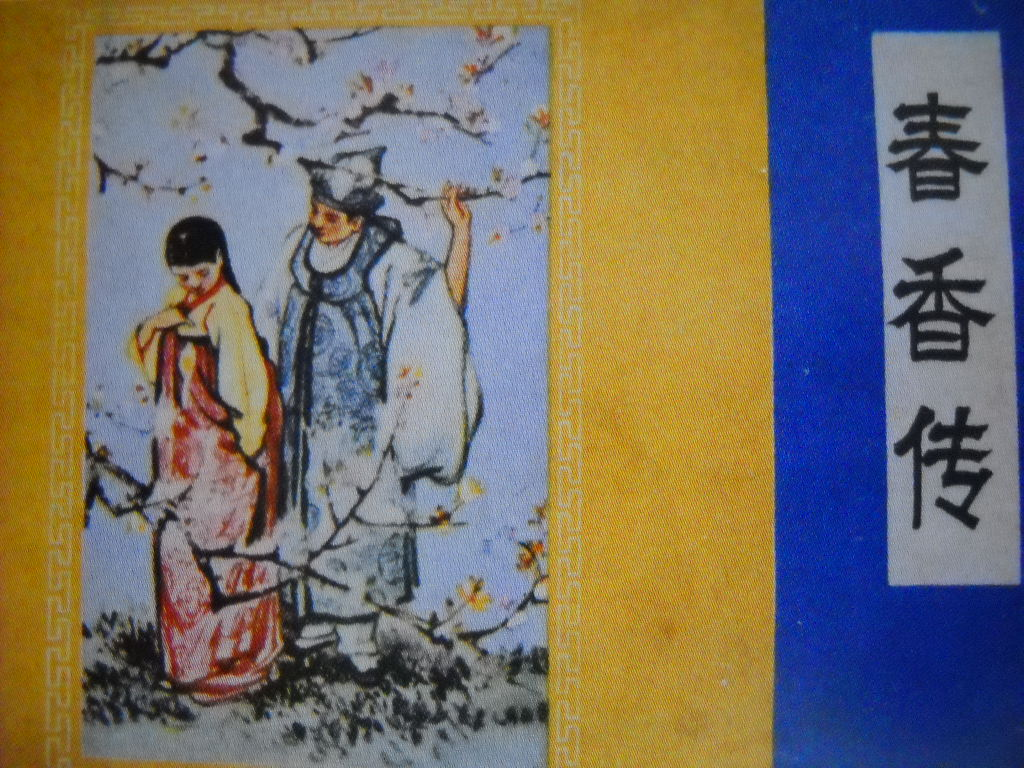
A Cshunhjang cson (Chunhyang jeon) egyik régi kiadásának borítója

### Művészetek

#### Zene, tánc, folklór

##### Udvari zene és tánc

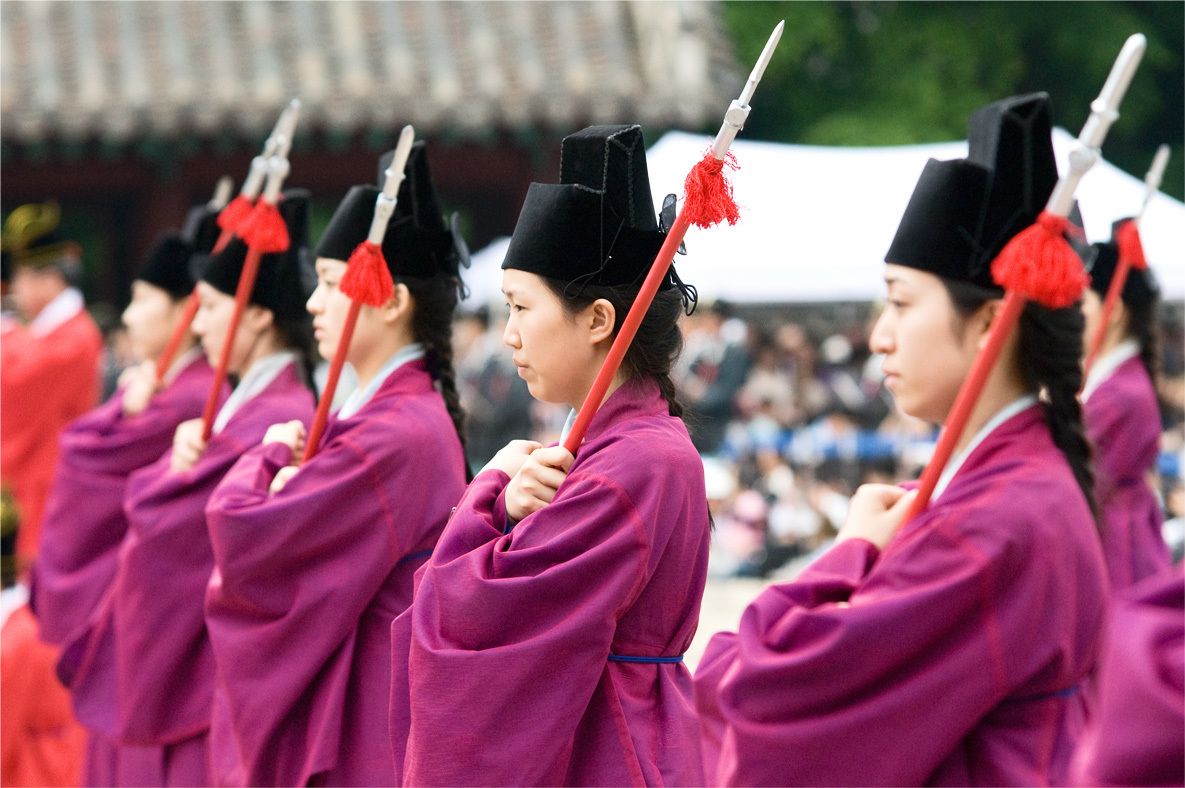
Ilmu sortánc a Csongmjo cserje (Jongmyo jerye) rituálé során

A királyi udvar és a jangban (yangban) elit által kedvelt táncok és zenék javarészt különböztek az egyszerű emberek által kedvelt népzenétől, különösen mivel konfuciánus elveket követtek. A királyi udvarban kétféle zenei stílust fogadtak el: a tangak (dangak) (당악) a kínai Tang-dinasztia zenéjén alapult és Silla-kori örökség volt, az aak (아악) a szintén kínai jajüe (yayue) zenén alapult, és „elegáns zenének” is nevezték. A felső osztály kedvelt zenéje a csongak (jeongak) (정악) volt.
A rituális táncok közé tartozott az ilmu (일무, „sortánc”), melyet a Csoszon (Joseon)-korban először az udvari mulatságok során táncoltak, aztán a konfuciánus rituálék tánca lett. Két fajtája volt, a civil tánc (munmu) és a katonai tánc (mumu).
Régi örökség a kommu (geommu), azaz kardtánc is, melyet egykoron a királyi udvarban táncoltak. Több változata is létezik, például a csindzsui (jinjui) kardtánc, melyet nyolc női táncos ad elő.
Az udvari zene és táncok közé tartozott az egykor hvarang (hwarang)ok által népszerűsített hjangak (hyangak) (향악), és a Kaindzsonmoktan (Gainjeonmokdan) (가인전목단, „bazsarózsát szedő gyönyörű emberek”).

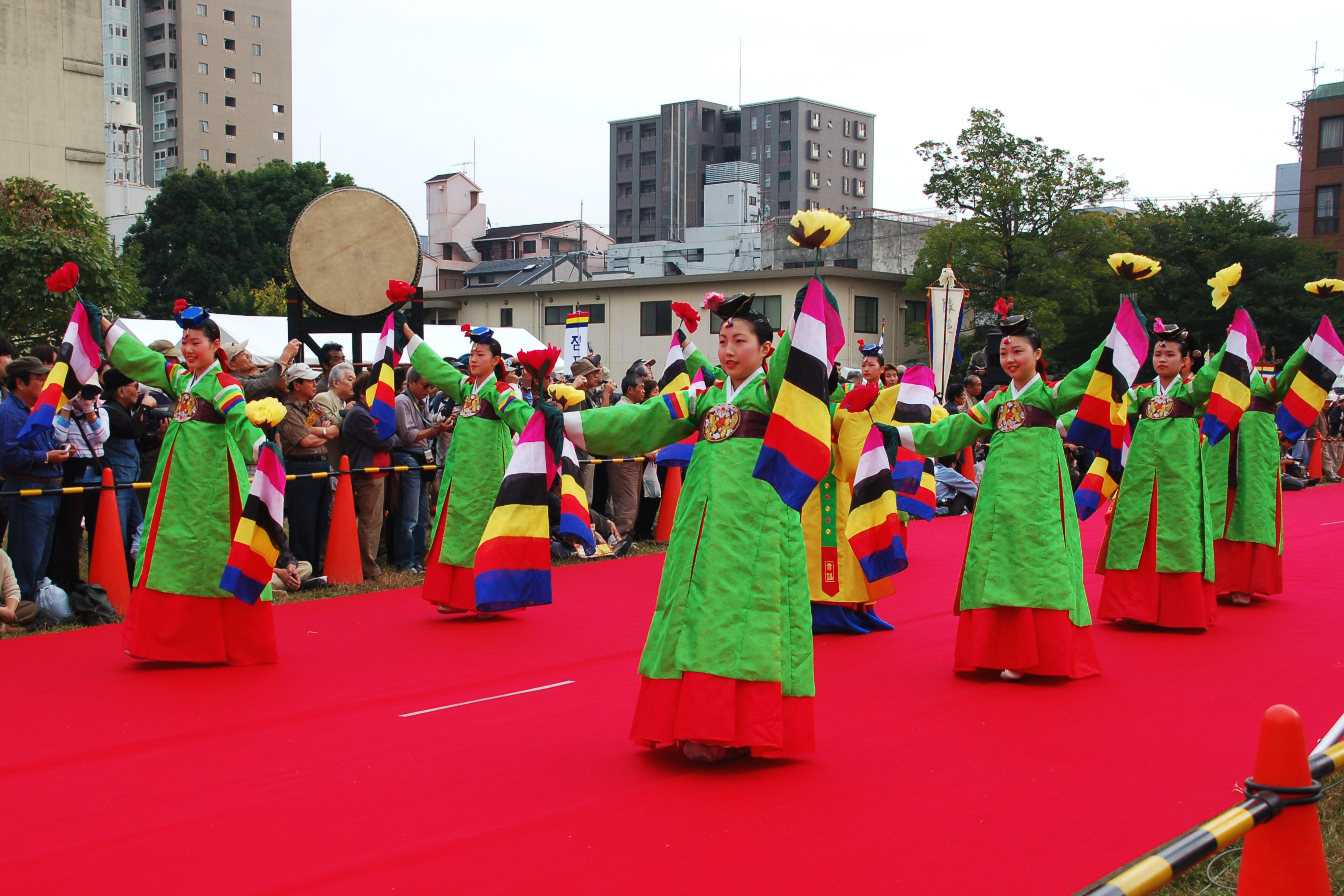
Kaindzsonmoktan (Gainjeonmokdan)
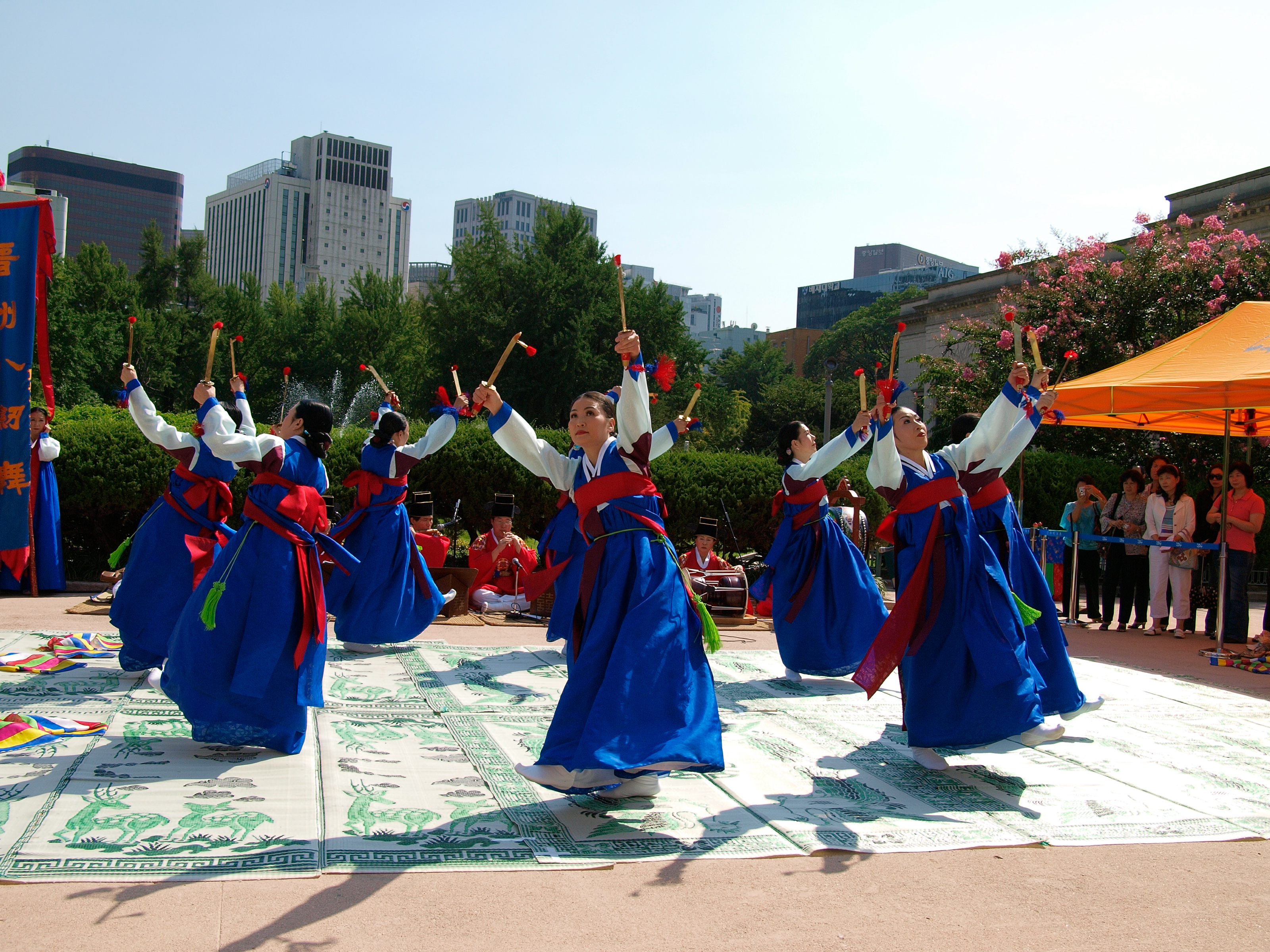
csindzsu kommu (jinju geommu)

##### Folklór

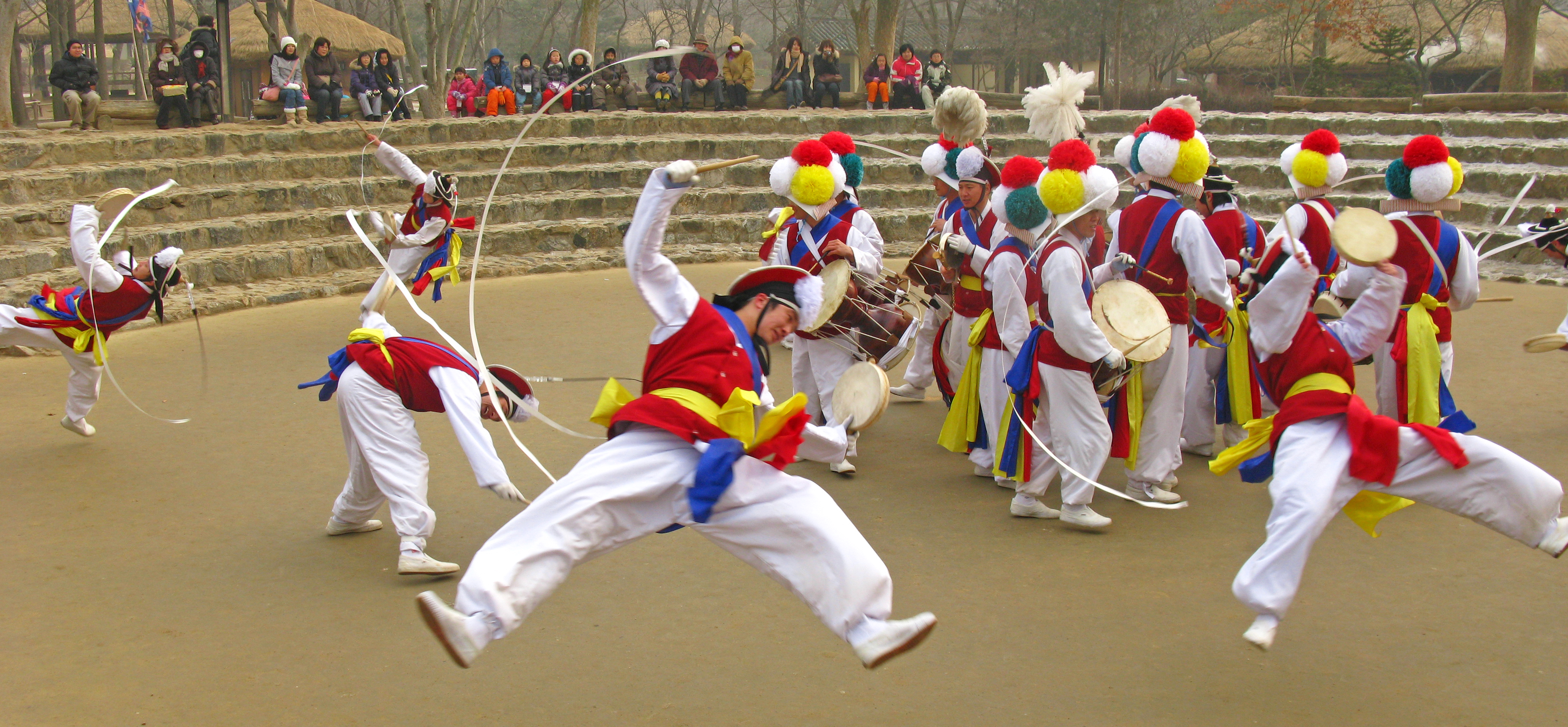
Modern phungmul (pungmul)előadás

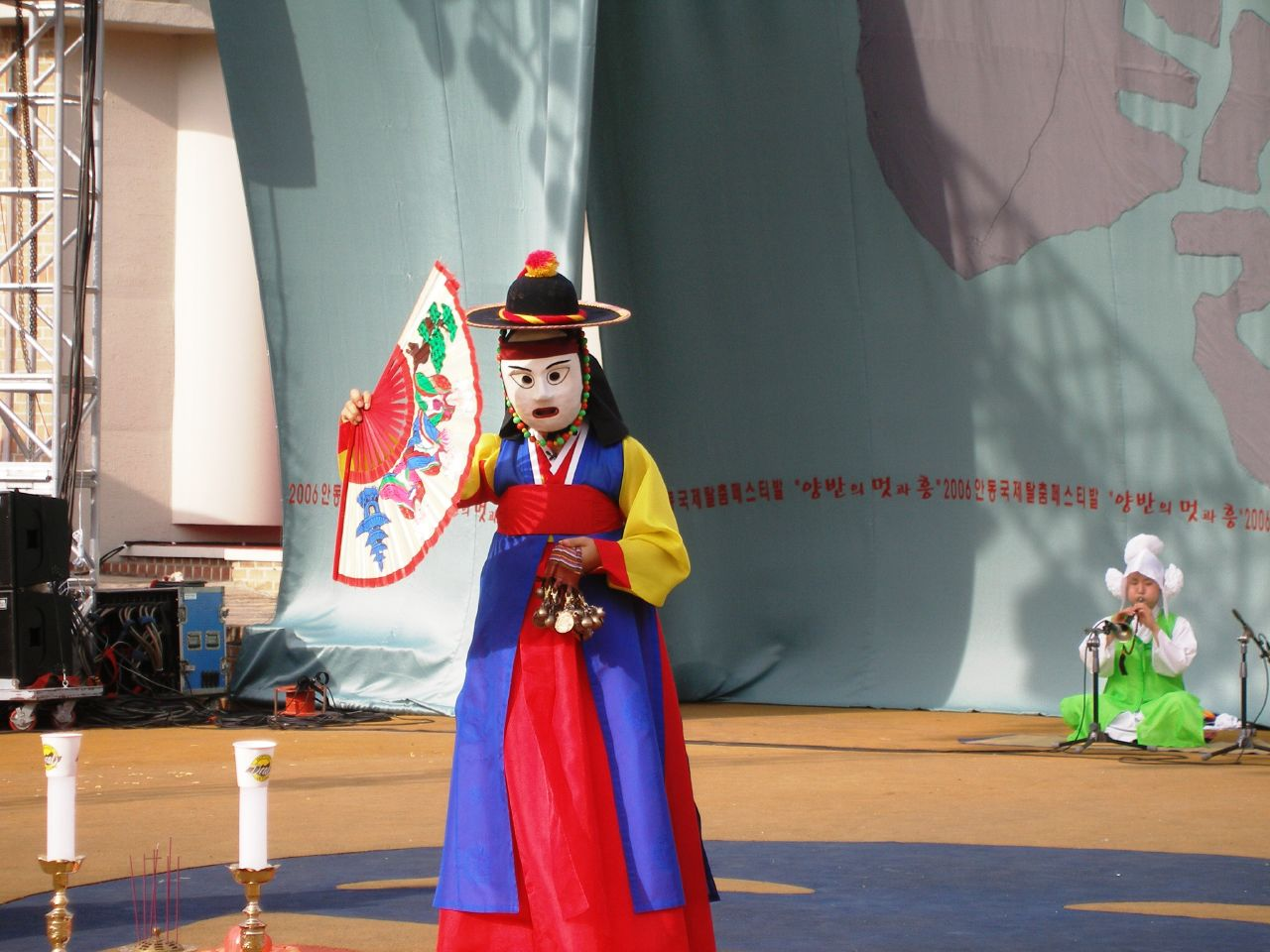
Unjul thalcshum (Eunyul talchum)

A Csoszon (Joseon)-kori népzene és néptánc hagyományai a három királyság idejére vezethetők vissza, de a korjói (goryeói) szokások is tovább éltek. Mindezek mellett sajátságos jelleggel gazdagodott a folklór ebben a korban is. A népdalok megnevezése ekkoriban tharjong (taryeong) (타령) volt, ide tartozik a számos verzióban énekelt Arirang is. Népszerű volt a phanszori (pansori), amit „koreai operának” is neveznek, valamint a phanszori (pansori)n alapuló, több színészes előadás, a cshangguk (changgeuk) (창극). A földművesek mulatságaként volt ismeretes a ma már turistáknak is előszeretettel játszott phungmul (pungmul) (풍물) vagy más néven nongak (농악, „parasztzene”), melynek keretében a parasztok színes ruhában, különféle dobokkal és fúvós hangszerekkel zenéltek, táncoltak, akrobatikus mutatványokat adtak elő. A tradíció sok helyen ma is él.
A hivatalosan száműzött, de a nép körében tovább élő buddhizmus is befolyással volt a folklórra, a rituális táncok közé tartozott a nabicshum (nabichum) (나비춤, „pillangótánc”), a popkocshum (beopgochum) (법고춤, „dobtánc”) vagy a paracshum (barachum) (바라춤, „cintányértánc”). Ugyancsak buddhista tánc a szungmu (seungmu) (승무), vagy „szerzetestánc”, mely során a táncos rendkívül hosszú ujjú, kapucnis köpenyt visel.
Ugyancsak népszerűek voltak a három királyság korából származó thalcshum (talchum) (탈춤) maszkos táncok. Ezek egy része humoros, szatirikus jellegű volt, a maszkok pedig mitológiai lényeket, szellemeket vagy éppen konkrét személyeket testesítettek meg. A jangban (yangban) nemeseket ábrázoló maszkokat többnyire kifigurázásnak szánták. Az előadók nem csak táncoltak, de akrobatikus mutatványokat is előadtak, és szöveget is mondtak. Régiónként más-más maszkos tánc volt a jellemző, például a pongszan thalcsum (bongsan talchum) és az Unjul thalcshum (Eunyul talchum) Hvanghe (Hwanghae) tartományból, mely ma Észak-Korea területén található. Az egyik legnépszerűbb típusú maszkos táncforma a szande nori (sandae nori) (산대놀이) volt.
A koreai sámánok által végzett rituálékon játszott zene elnevezése muszok umak (musok eumak) (무속음악), röviden muak. A kut (gut) szertartások folyamán a sámán tánccal és énekkel segített a rászorulóknak, például egy halott lelke, egy beteg személy gyógyulása, katasztrófa megelőzése, egy egész falu megtisztítása érdekében. A sámántáncok közé tartozik például az andongi Hahö (Hahoe)ből származó Hahö pjlosingut thalnori (Hahoe byeolsingut talnori ) (하회별신굿탈놀이) maszkos tánc, melyet fontos szellemi kulturális örökséggé nyilvánított Dél-Korea. Az egyik leglátványosabb sámántánc a szalphuricshum (salpurichum) (살풀이춤), melynek célja szelleműzés volt. Ennek folyamán a sámánnő egy kis kézi dobbal és egy sállal végezte a táncos rituálét. Az ünnepek során egyes tartományokban népszerű volt a feltehetően ugyancsak sámánisztikus eredetű kanggang szulle (Ganggang sullae) körtánc.
A nép körében gyakori szórakozást jelentettek az utcai bábszínházak, ahol gyakran vulgáris, szatirikus, humoros játékokat adtak elő vagy bábokkal, vagy bábként viselkedő maszkos színészekkel. Akárcsak a maszkos táncoknál, itt is kizárólag férfiak adták elő a jeleneteket. Az utcai mutatványosok és az ünnepségek elengedhetetlen eleme volt a csulthagi (jultagi) (줄타기), azaz a kötéltánc, melynek a Csoszon (Joseon)-korban három fő típusa létezett, attól függően kik adták elő.

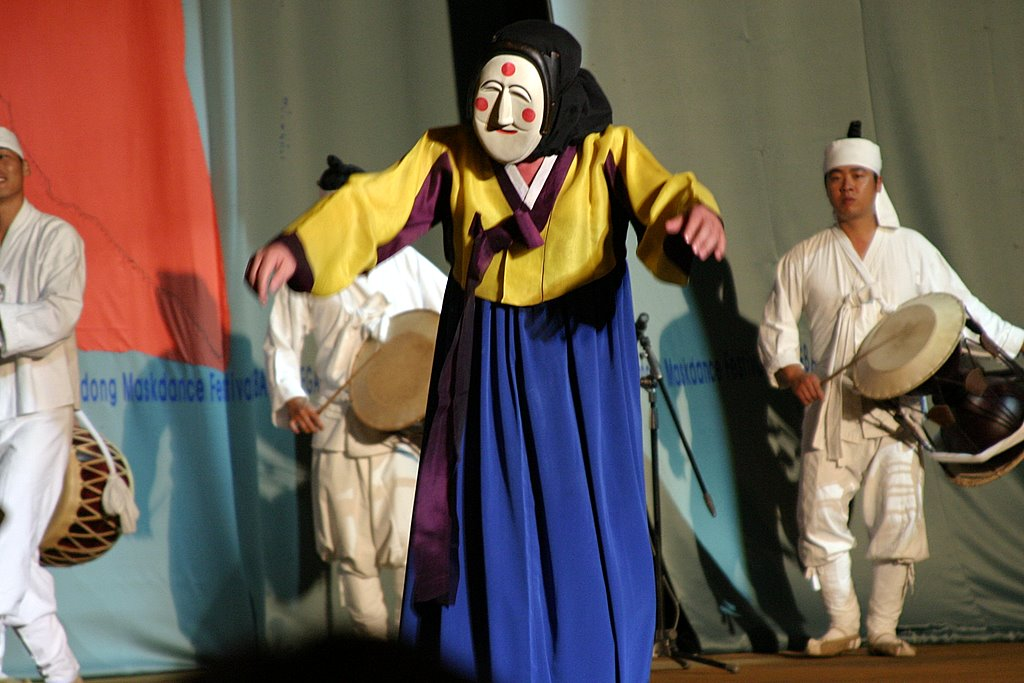
hahö (hahoe)i maszkos tánc
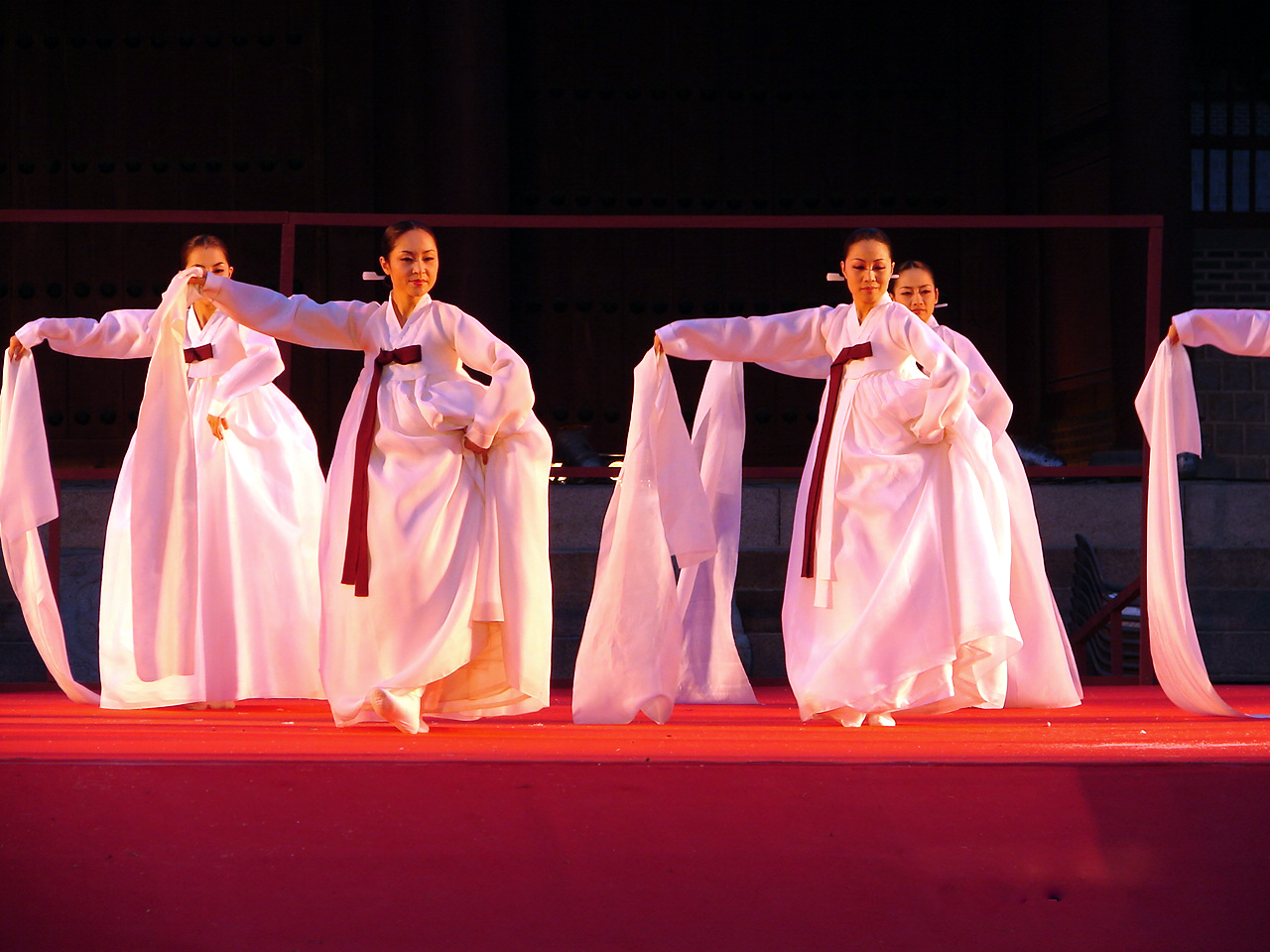
szalphuricshum (salpurichum)
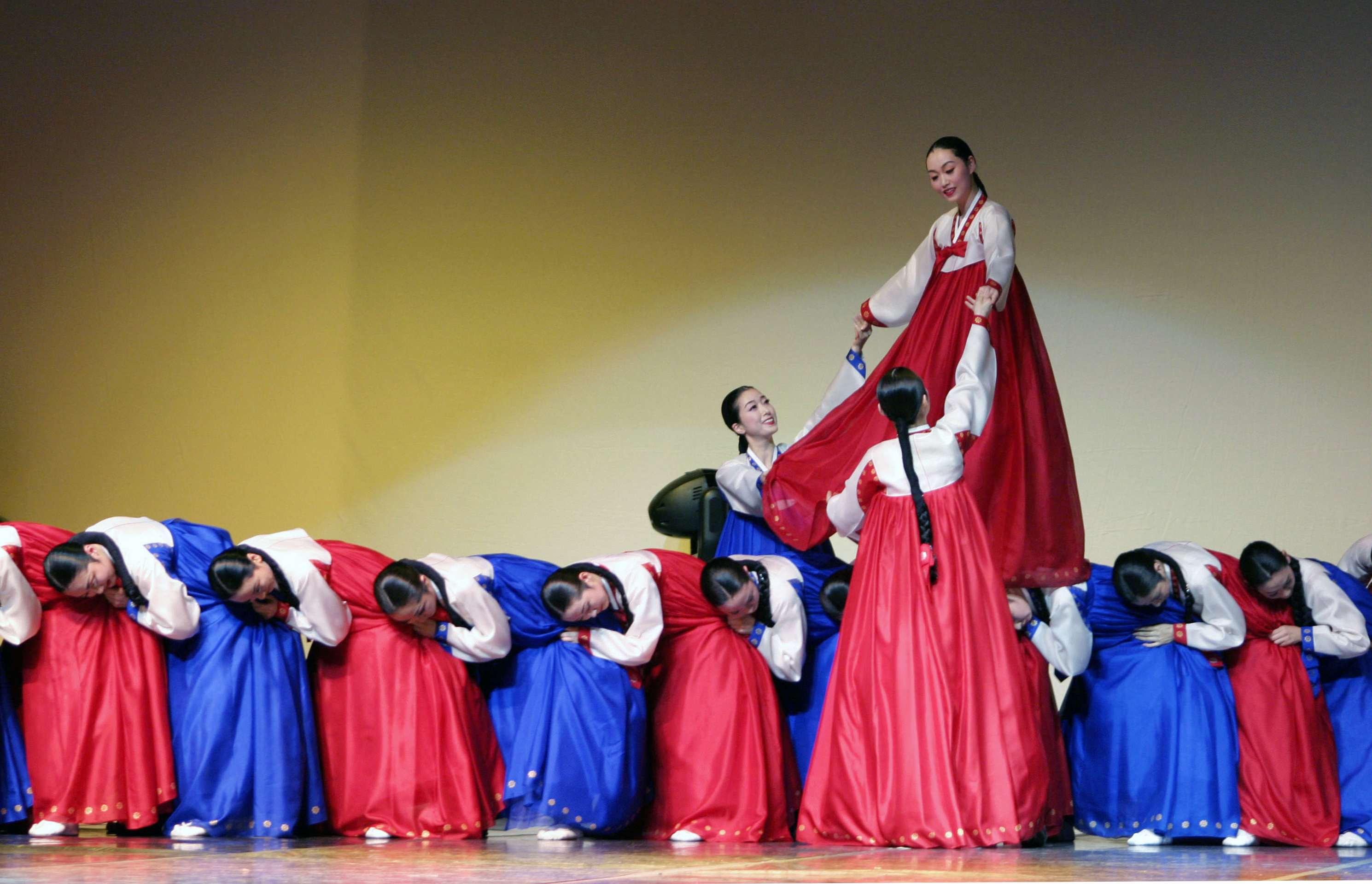
kanggang szulle (Ganggang sullae)
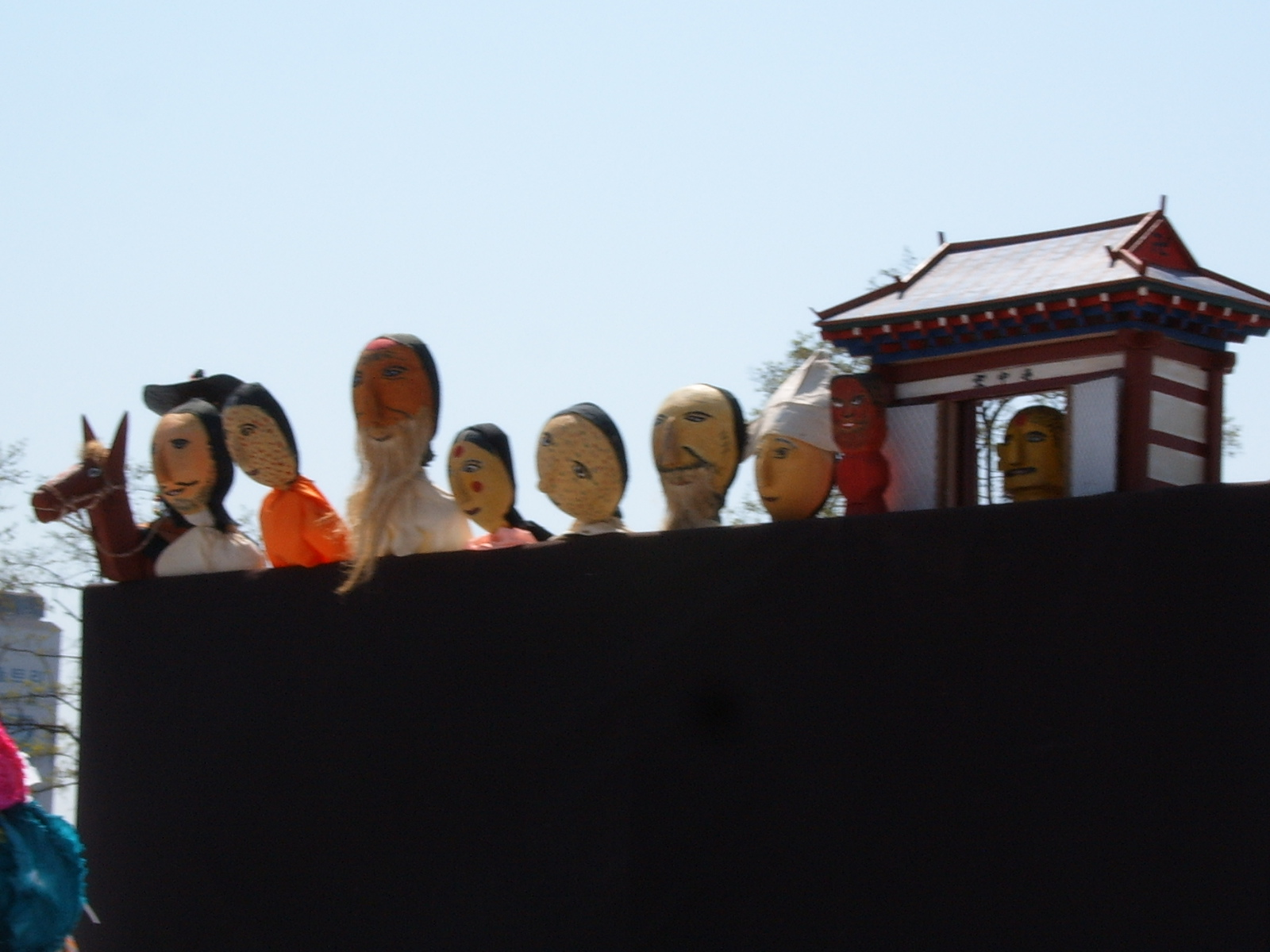
koreai bábszínház
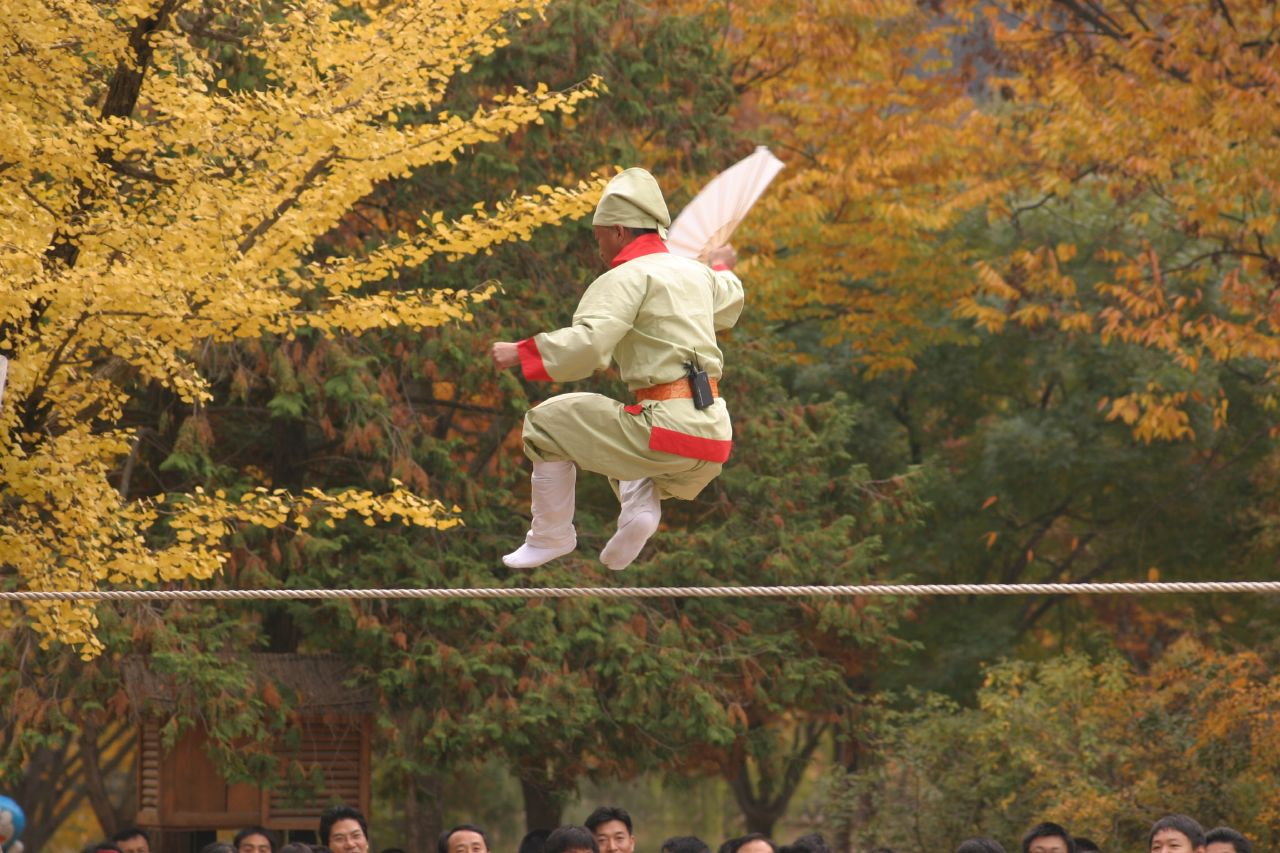
csulthagi (jultagi)

#### Festészet

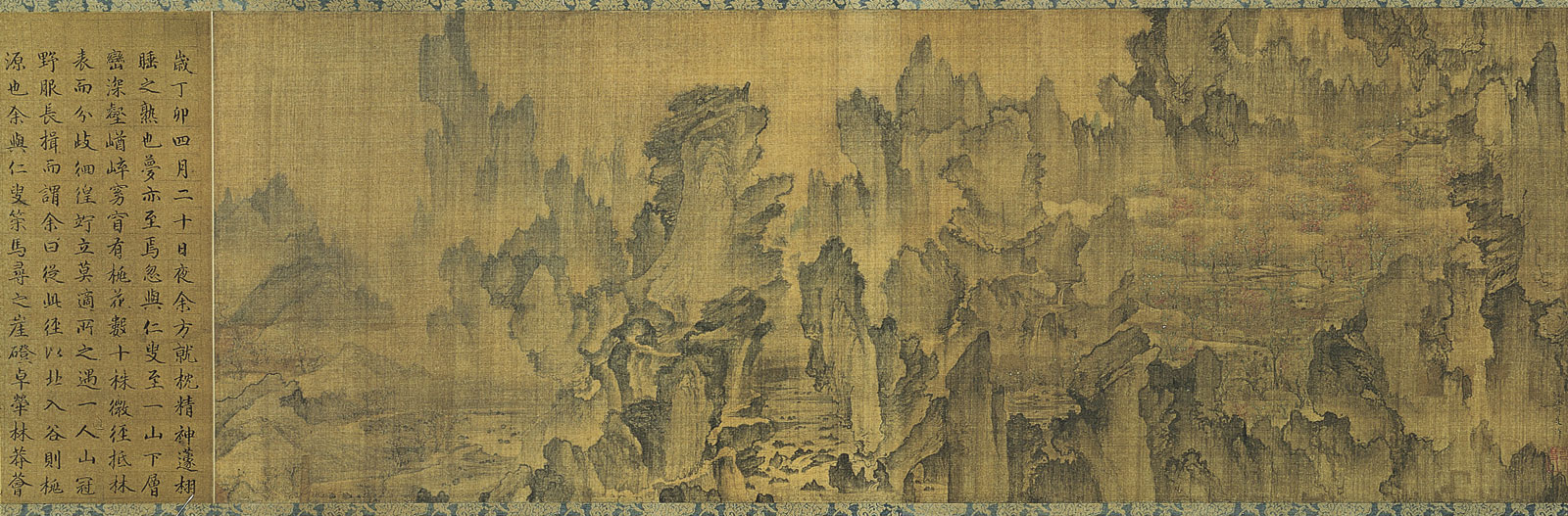
An Gjon (Ahn Gyeon): Mongju tovondo (Mongyu dowondo) („Álomutazás a barackvirágföldre”)

A jangban (yangban) elitnek sok más mellett a művészetekhez is értenie kellett, bár professzionálisan egyik nemes sem űzte a mesterséget, sokan festegettek közülük. Az egyik legismertebb jangban (yangban) festő Kang Hian (Gang Hui-an) (강희안) volt a 15. században. A festés fontos volt a nemesek számára, mivel a koreai (és a kínai) ideál szerint egy műértőnek ismernie kell az ecset használatát. Ebből kifolyólag a jangban (yangban)ok a kalligráfiában is jártasak voltak. A professzionális festőket, akik a csungin (jungin) rétegből kerültek ki, nem tartották olyan nagyra, mint az amatőr nemeseket, bár akadtak köztük olyanok, akiknek munkáit csodálták. Ilyen volt például I Szangdzsva (이상좌, Yi Sang-jwa) vagy An Gjon (Ahn Gyeon) (안견). Utóbbi Mongju tovondo (Mongyu dowondo ) („Álomutazás a barackvirágföldre”) című munkáját a koreaiak remekműként tartják számon.

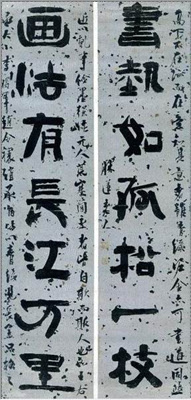
Cshusza (Chusa)-stílusú kalligráfia

A festészetet állami intézet, a Tohvaszo (도화서, Dohwaseo) felügyelte, ahová vizsga letételét követően lehetett bekerülni. A kínai fontossági sorrendet követve a festőket a négy fő témakörben vizsgálták: bambusz; tájkép; emberek, állatok és madarak; végül virágok. A legtöbb festő a kínai stílusokat imitálta, először az Északi Szung (Song)-stílus volt divatban, később pedig a Déli Szung (Song) és a különféle Ming-iskolák.

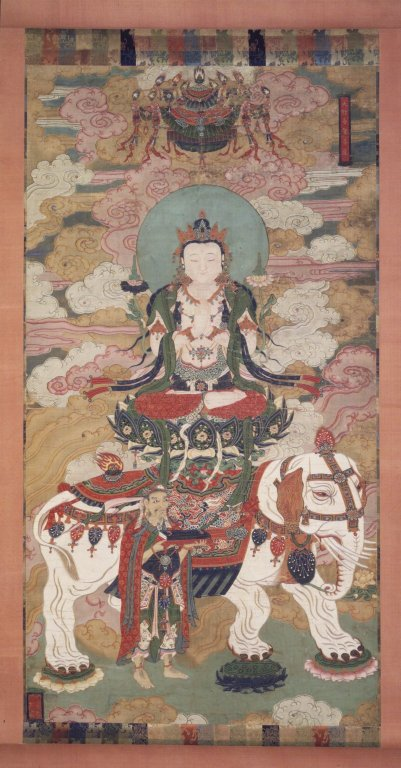
Koreai buddhista függő festmény a 18. vagy 19. századból

A buddhista festészetet kevésbé értékelték nagyra, ettől függetlenül számos mű született ismeretlen szerzők által. A 16. században népszerűvé vált a thenghva (taenghwa) (탱화), azaz a függő festmény.
A 18. században a politikából kiábrándult jangban (yangban) nemesek egy része a művészetekben talált menedéket és megpróbált a kínai hatástól független, koreai stílust kialakítani. Ilyen volt Kim Dzsonghi (Kim Jeong-hui) (김정희), aki megalkotta a kínai kalligrafikus stílusoktól különböző koreai cshusza (chusa)-stílust (추사체, cshuszacshe (chusache)). A kínai stílusokat imitáló festők mellett megjelentek olyanok is, akik újfajta szemléletet alakítottak ki, és a hagyományoktól eltérő stílusban festettek. Közéjük tartozott Csong Szon (Jeong Seon) (정선), aki megalkotta a koreai stílusú tájképfestészetet. A 17. és 18. században több festő is eltért a megszokott stílusoktól és a korábbi, tájképközpontúság helyett más témákkal kezdtek foglalkozni. Kim Mjongguk (Kim Myeong-guk) (김명국) például előszeretettel festett buddhista témában, míg Sim Szadzsong (Sim Sa-jeong) (심사정) olyan képeket alkotott, mint a „Varanggyal játszó kobold” vagy „A macska”.
A 17. században kezdett terjedni az új stílusú életképfestészet (phungszokhva (pungsokhwa), 풍속화) melyet Jun Duszo (Yun Du-seo)nak (윤두서) és Cso Jongszok (Jo Yeong-seok)nak (조영석) tulajdonítanak. Az ő művészetüket fejlesztette tovább a 18. században Kim Hongdo (김홍도), aki híressé vált a tájképeket emberekkel ötvöző munkáiról. Humoros jangban (yangban)festményei mellett gyakran ábrázolt hétköznapi embereket, munkásokat, utazókat. Az életképfestészet nagyjai közé tartozott még ebben a században Sin Junbok (Shin Yun-bok) (신윤복) és Kim Duksin (Kim Deuk-sin) (김득신) is. Sin gyakran ábrázolt nemeseket különféle szituációkban, de kiszeng (gisaeng)eket is megörökített, Kim egyik legismertebb festménye pedig a humoros Phadzsokto (Pajeokdo) (파적도, „A nyugalom megzavarása”).
Az amatőr nemesek és a hivatásos festők munkái mellett léteztek népi festmények is, ezek összefoglaló neve minhva (minhwa) (민화). Ezeket a festményeket jobbára a buddhizmus, a sámánizmus és a népi hiedelemvilág ihlette, mindennapi eseményeket, állatokat, pillanatokat, ünnepeket, maszkos táncokat ábrázoltak, a nemesek festményeinél jóval nagyobb vitalitással, spontaneitással.

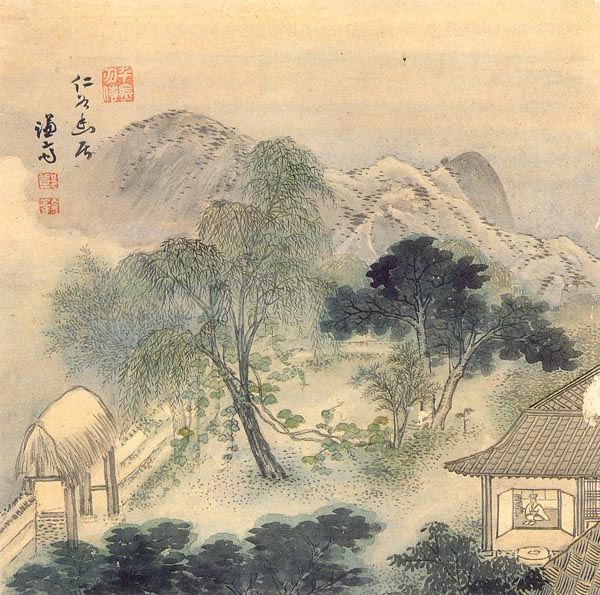
Csong Szon (Jeong Seon): Ingokjugodo (Ingeokyugeodo) (인곡유거도, „Magányos ház az Invangszan (Inwangsan) hegyen”)
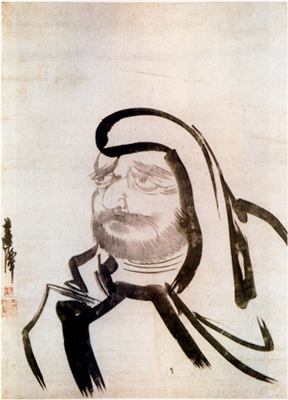
Kim Mjongguk (Kim Myeong-guk): Talmado (Dalmado) (Bódhidharma)
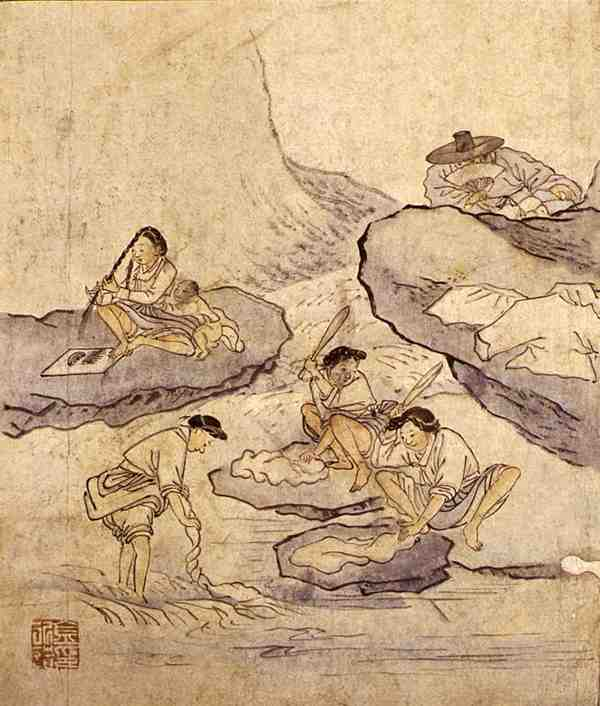
Kim Hongdo: Ppalletho (Bballaeteo) (빨래터, „Mosás”)
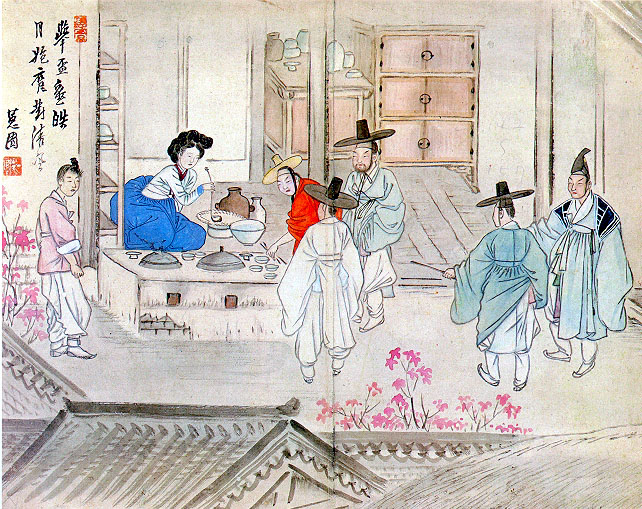
Sin Junbok (Shin Yun-bok): Csuszagobe (Jusageobae) (주사거배, „Ivászat”)
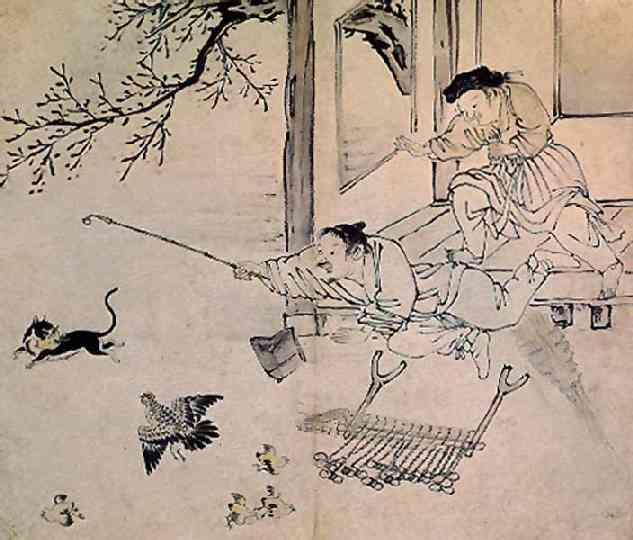
Kim Duksin (Kim Deuk-sin): Phadzsokto (Pajeokdo) (파적도, „A nyugalom megzavarása”)

#### Kerámiaművészet
Míg a Korjo (Goryeo)-korban a zöld szeladon volt az uralkodó kerámia, addig Csoszon (Joseon)ban a fehér porcelán. A 15. századtól kezdve a koreai udvar ezt preferálta, és Kvangdzsu (Kvangdzsu) mellett, Punvon (Bunwon) faluban hivatalos királyi égetőkemencéket alapítottak az udvar igényeinek kielégítésére. Mintaként a kínai Csingtöcsen (Jingdezhen)ben (Csianghszi (Jiangxi) tartomány) létrehozott kínai udvari égetőkemencék szolgáltak. A kor koreai porcelánja eltért a kínai Ming- és Csing (Qing)-korabeli porcelánoktól, letisztultabb, egyszerűbb, kevésbé díszített volt, ami a japánoknak is annyira tetszett, hogy átvették a teaszertartásokhoz: Tojotomi Hidejosi a koreai inváziót követően számos koreai fazekast hurcolt magával Japánba, akikkel égetőkemencéket építtetett. Így jött létre például a japán rakukerámia. A letisztult forma- és színvilág részben a neokonfuciánus eszméket tükrözte. Az udvar által kedvelt díszítetlen porcelán mellett a 15. századtól keresettek voltak a kobaltkékkel finoman díszített darabok is, a 17. századtól pedig a barna árnyalatokkal díszítettek számítottak népszerűnek, leginkább mert a kobalt egyre drágább alapanyag lett. Ritkán ugyan, de a későbbi korokban vörös díszítésű darabok is készültek.
A fehér porcelán mellett a szürke puncshong (buncheong) kőcserépedények is jellemzőek a korra, egészen a 16. század végégig. Ugyanabból a szürke agyagból készítették, mint a szeladont, de durvább textúrájú volt, fehér bevonattal (slip). Miután a fehér porcelán elterjedt és számos égetőkemence épült országszerte a megnövekedett igények kielégítésére, a puncshong (buncheong) iránti kereslet visszaesett.

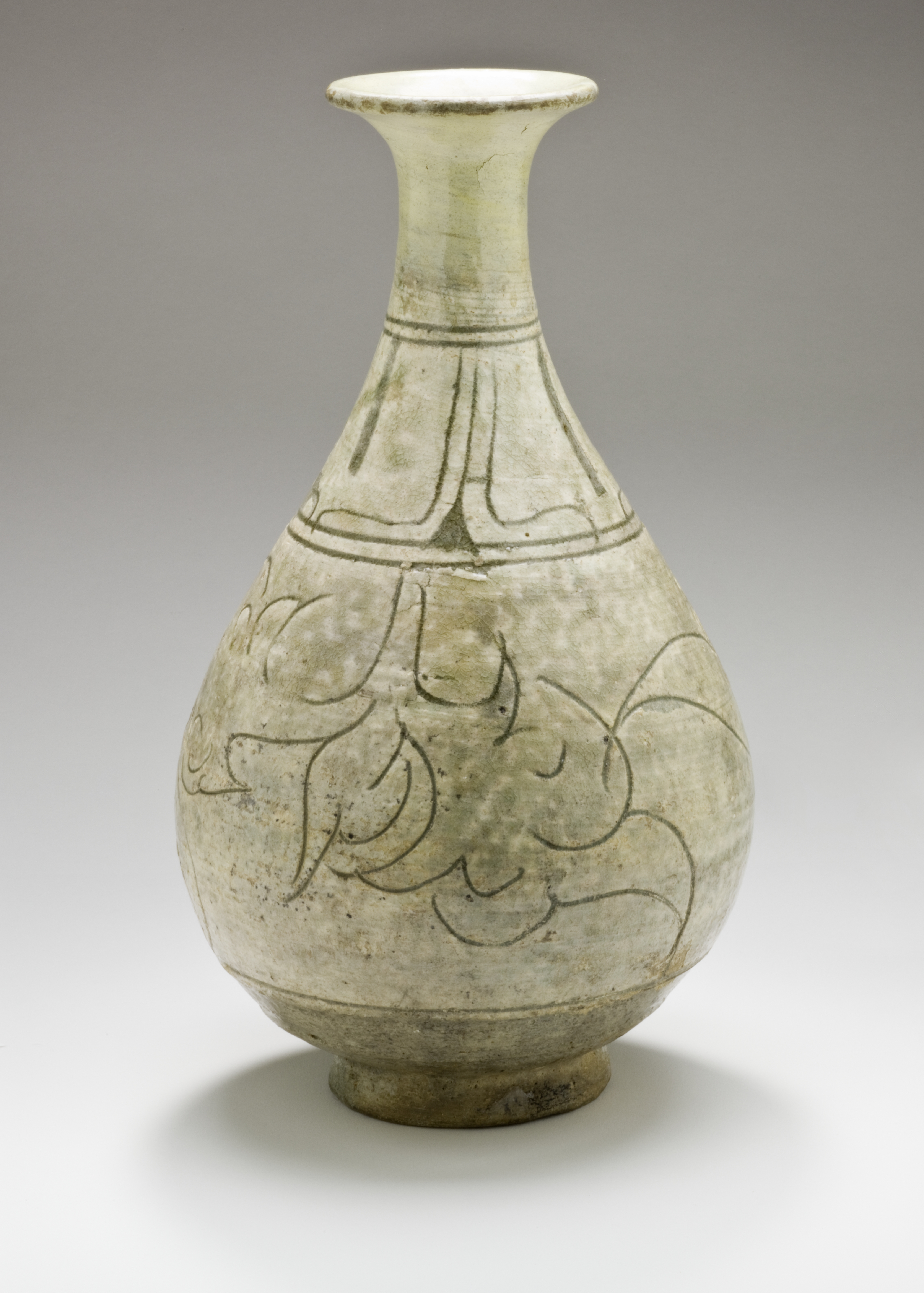
puncshong (buncheong) palack
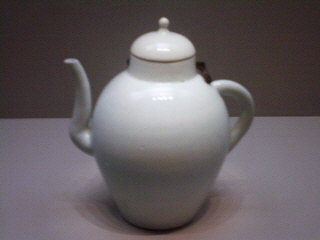
fehér porcelán teakiöntő
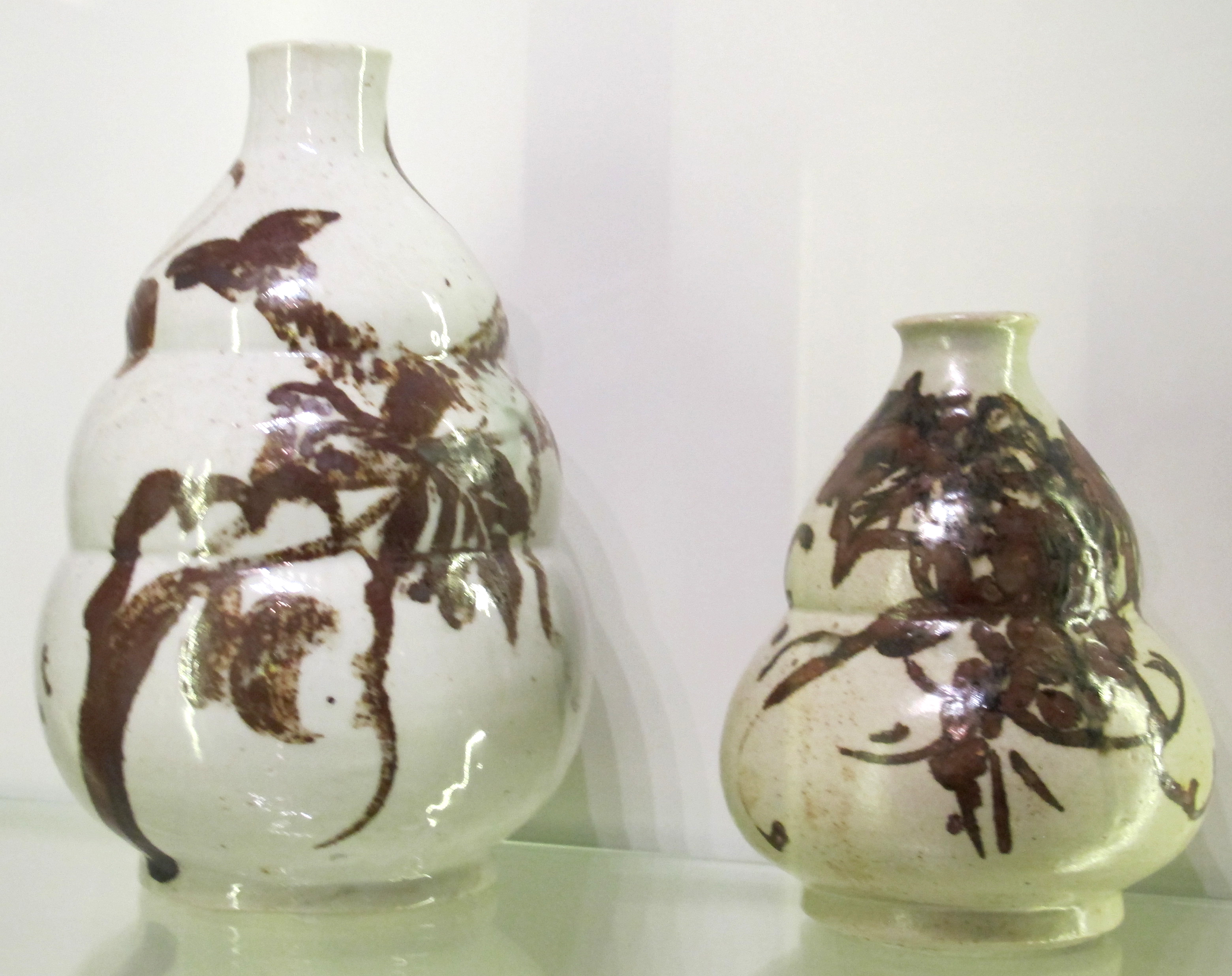
barna díszítésű fehér porcelán

### Ruházat

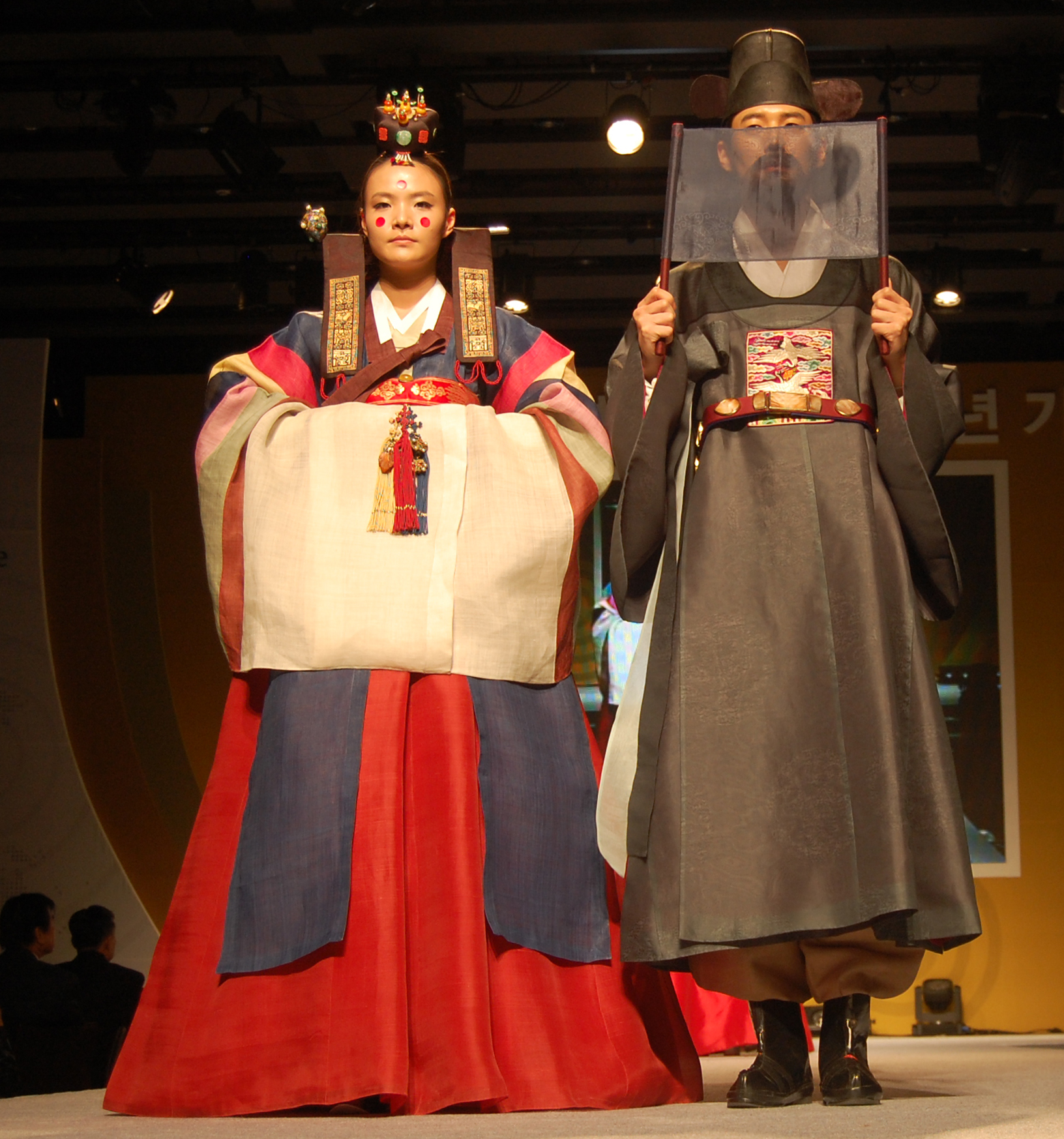
Csoszon (Joseon)-kori esküvői hanbok

A jellegzetes koreai ruházat, a hanbok jelentős változásokon esett át a Csoszon (Joseon)-korban. A 16. században még igen bő ruhákban jártak a nemesek, mert a gazdagság egyfajta mutatója volt az, hogy megengedhették maguknak a felesleges anyagot. A 17. században, valószínűleg a rosszabb gazdasági helyzet miatt már a viselőre szabták a hanbokot és nem használtak felesleges anyagot. A női csogori (jeogori) ekkor derékig ért, és innen kezdődött a szoknya, azaz a cshima (chima). A Csoszon (Joseon)-kor végén a csogori (jeogori) már olyan rövid volt, hogy a hónalj alatt végződött, és lekerekítették az elejét, hogy elfedje a melleket, ekkor lett a szoknya mell fölött kezdődő. A cshima (chima) hossza, terjedelme, az alsószoknyák száma és milyensége a viselője társadalmi státusát is mutatta.
A közemberek viselete általában egyszerű, fehér pamut vagy vászon volt, drágább anyagokat csak a nemesség engedhetett meg magának. A köznép színes ruhákat leginkább csak ünnepek vagy nagy családi események (esküvő, temetés) alkalmával viselhetett. A nemesség, illetve a tehetősebbek a fehér pamut és vászon mellett megengedhették maguknak az olyan drága szöveteket is, mint a különleges rami, a selyem, a szatén vagy a muszlin. A szöveteket természetes színezékekkel festették, például virágok szirmaiból vagy fák kérgéből nyerték ki a színezékeket fáradságos munkával.
A férfiak és nők egyaránt különféle sapkákat, kalapokat, illetve különleges alkalmakkor fejdíszeket is viseltek. A nők hajába díszes hajtű, pinjo (비녀, binyeo) került, melynek anyaga és hossza a hölgy társadalmi helyzetét is tükrözte. A ruhaanyagok minőségéből, színéből, mintázatából és férfiak esetében a kalap formájából is meg lehetett állapítani viselőjük helyét a társadalmi ranglétrán vagy beosztását a hivatalokban.
A Csoszon (Joseon)-korban kifejezetten nagy erénynek számított a tisztaság, odafigyeltek a megjelenésre. A férfiak sosem hagyták el az otthonukat rendezetlen, vagy tisztségüknek, rangjuknak nem megfelelő öltözékben. A felnőtt férfiak státusuknak, foglalkozásuknak megfelelő kalapot hordtak, amit olajozott papírból készült esőkalappal védtek az eső ellen. A király előtti megjelenést is vissza lehetett utasítani, ha valakinek nedves lett az öltözéke, nem volt ugyanis illendő ily módon társaságban megjelenni. A királyi udvarban viselt öltözékek összefoglaló neve kungdzsung poksik (gungjung boksik) (궁중복식), és a királyi család tagjai mellett a szanggungok (sanggung) (상궁, udvarhölgy) illetve a negvan (naegwan)ok (내관, eunuch) öltözéke is ide tartozik. A király mindennapi állami tevékenységei végzéséhez vörös kolljongphót (gollyeongpót) (곤룡포) viselt, ötkarmú sárkánymotívummal, a koronaherceg pedig fekete kolljongphót (gollyeongpót) hordott négykarmú sárkánnyal.

### Tudomány

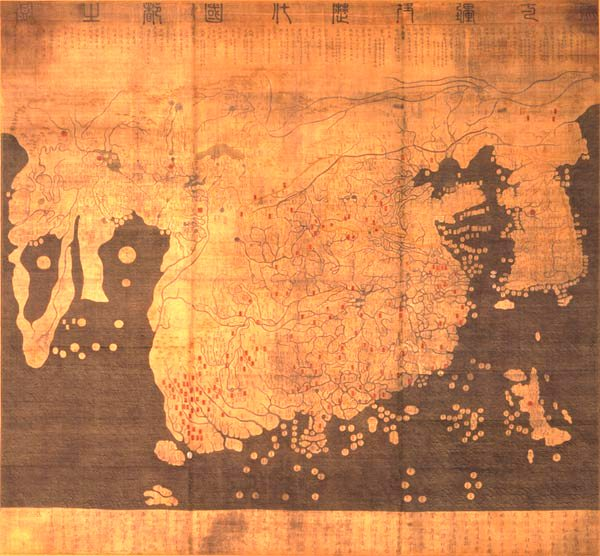
A Kangnido világtérkép másolata 1470-ből

A Csoszon (Joseon)-korban a tudomány sem szorult háttérbe. Számos vízóra készült, köztük olyan is, amely harangot szólaltatott meg napkeltekor és napnyugtakor. Több találmány fűződik a 15. századi, paraszti származású Csang Jongsil (Jang Yeong-sil) nevéhez, többek között a vízórákon kívül napóra, csapadékmérő és vízmérő.
Szedzsong (Sejong) idejében, amikor Csang (Jang) is élt, virágzott a tudományos élet. A király udvari csillagvizsgálót hozatott létre és ekkortájt készült a ma fennmaradt legrégebbi koreai világtérkép, a Kangnido is. A király tudósai megalkották a koreai nyelvre tökéletesen illő hangul ábécét, amit a kínai kultúra befolyása miatt egészen 1945-ig jobbára csak a köznép használt.
Kísérleteztek a fegyverekkel, például a puskaporral, és koreai találmány az úgynevezett teknőshajó is, melyet I Szunsin (Lee Sun-sin) admirálisnak tulajdonítanak a 16. századból.

### Építészet

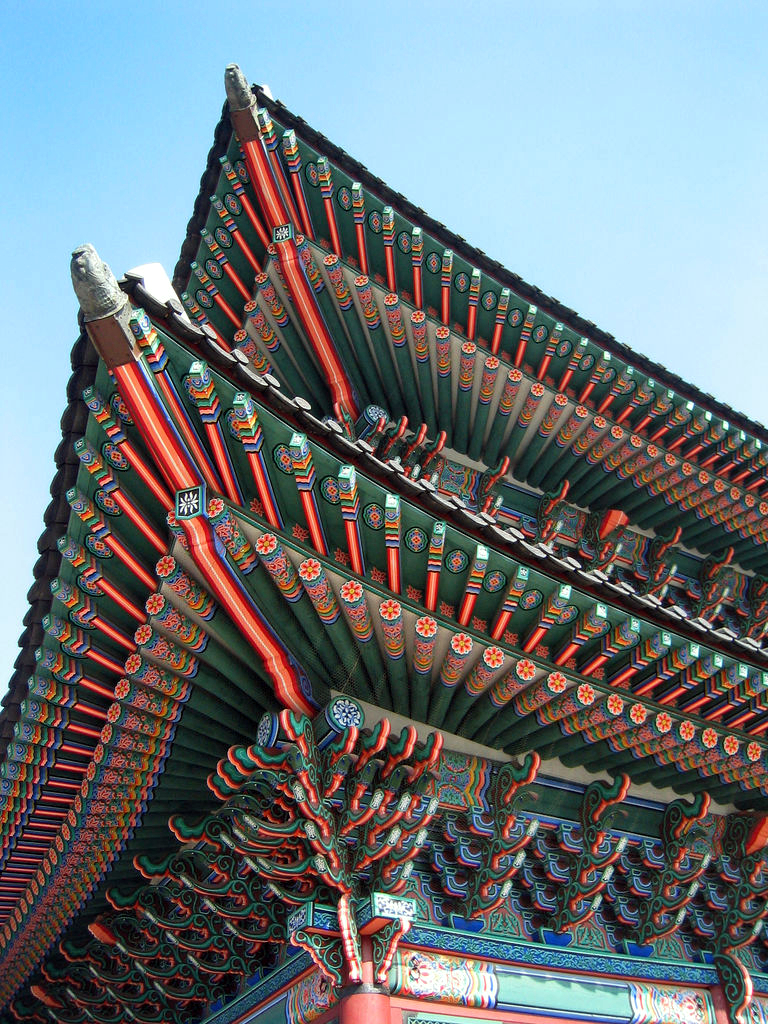
A Kjongbokkung (Gyeongbokgung) palota egyik épületének részlete, tancshong (dancheong)-színekkel

Az építkezés szempontjából fontos szerepet játszott Koreában a geomancia, mely a fengsuj (fengshui)on alapult. Az épületek helyszínének, fekvésének, elrendezésének kiválasztásakor ennek alapelveit vették figyelembe, a jangban (yangban) nemesek házait (jangbandzsip (yangbanjib)) például lehetőleg domb alá építették, és vízfolyásnak is lennie kellett a közelben. Praktikus szempontokat is figyelembe vettek, a déli fekvésű épületekben a szobákat egymás mellé építették, hogy a szél átjárhassa őket, az északi fekvésűeket L-alakban, hogy télen védve legyenek. A nemesek házai fából készültek, cseréptetővel, a köznép lakóházai vályogból, nádtetővel. A házakat ebben a korban már társadalmi státustól függetlenül egyre inkább ondol (padlófűtés) fűtötte.
A korabeli építészet nemigen tért el a korjóitól (goryeói), az épületek nagy része fából készült, íves tetőszerkezettel, dúcos gerendákkal, cserepes tetővel. A koreai építészet kifejlesztette a saját színpalettáját, jellegzetes vörös, kék, sárga, fehér és zöld árnyalatokkal. A technika neve tancshong (dancheong), melynek elsajátítását komoly művészetként tartották számon, és külön mesterek foglalkoztak vele.
A Csoszon (Joseon)-kor jellegzetessége a palotaépítészet (a fővárosban számos királyi palota áll), valamint a konfuciánus emlékhelyek, melyek szerte az országban elterjedtek voltak, ezek közé tartozik a Csongmjo (Jongmyo)-szentély is. Minden épület tervezésénél fontos szempont volt, hogy az építmény harmonizáljon a környezetével, így a gazdagabbak otthonában gyakran volt kert is. Az egyik leghíresebb a Cshangdokkung (Changdeokgung) palota Titkos Kertje.
Bár a kor a palotaépítészetéről nevezetes, épültek ekkor erődök is, például a Hvaszong (Hwaseong), 1794-ben.

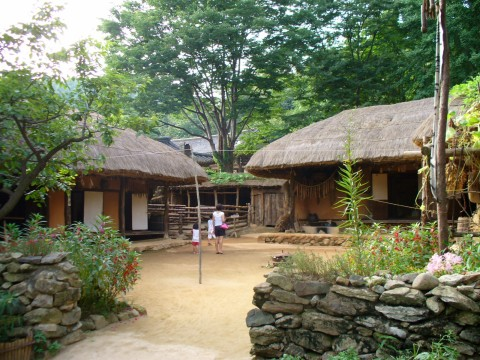
parasztház
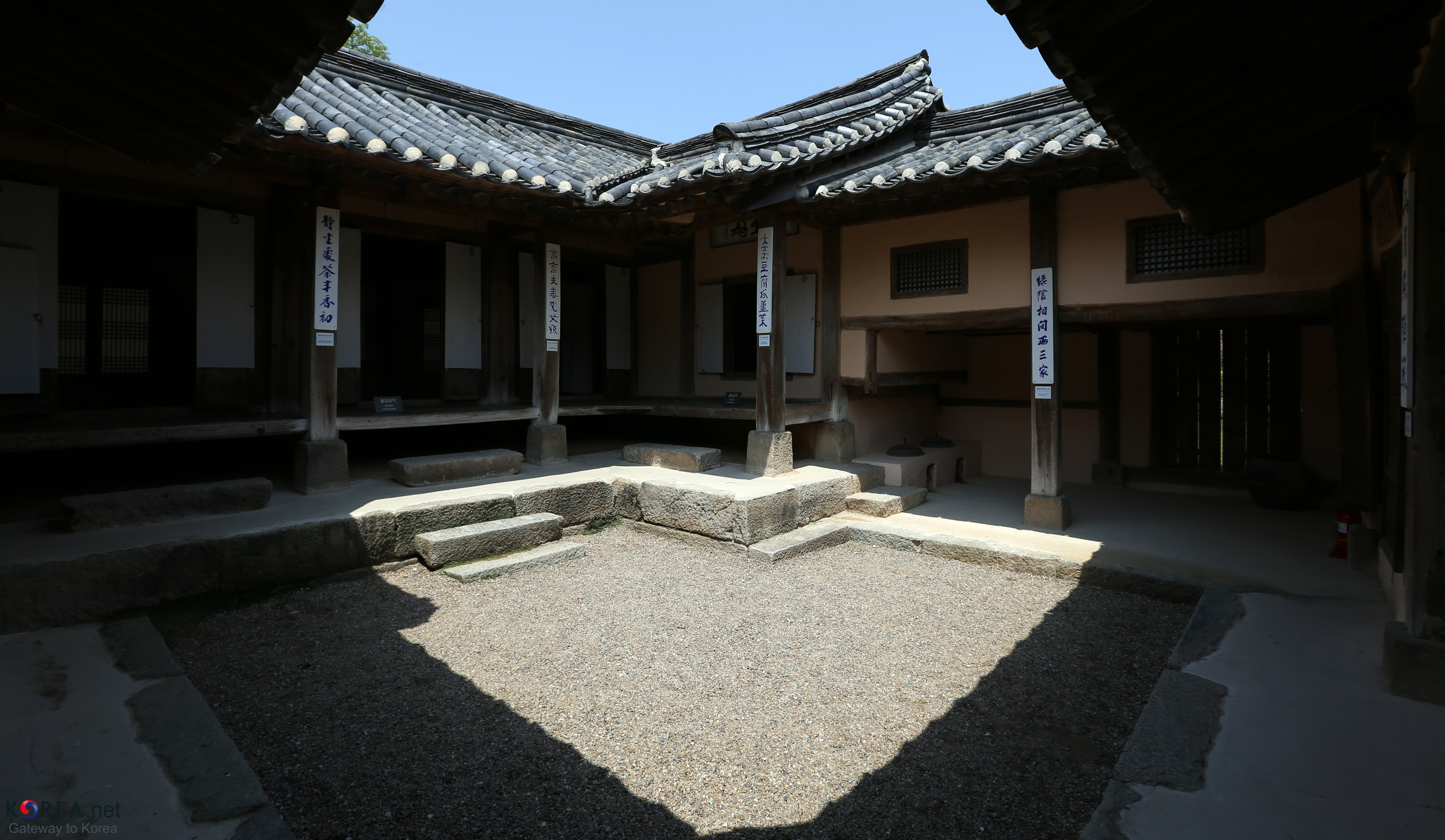
jangbandzsip (yangbanjib)
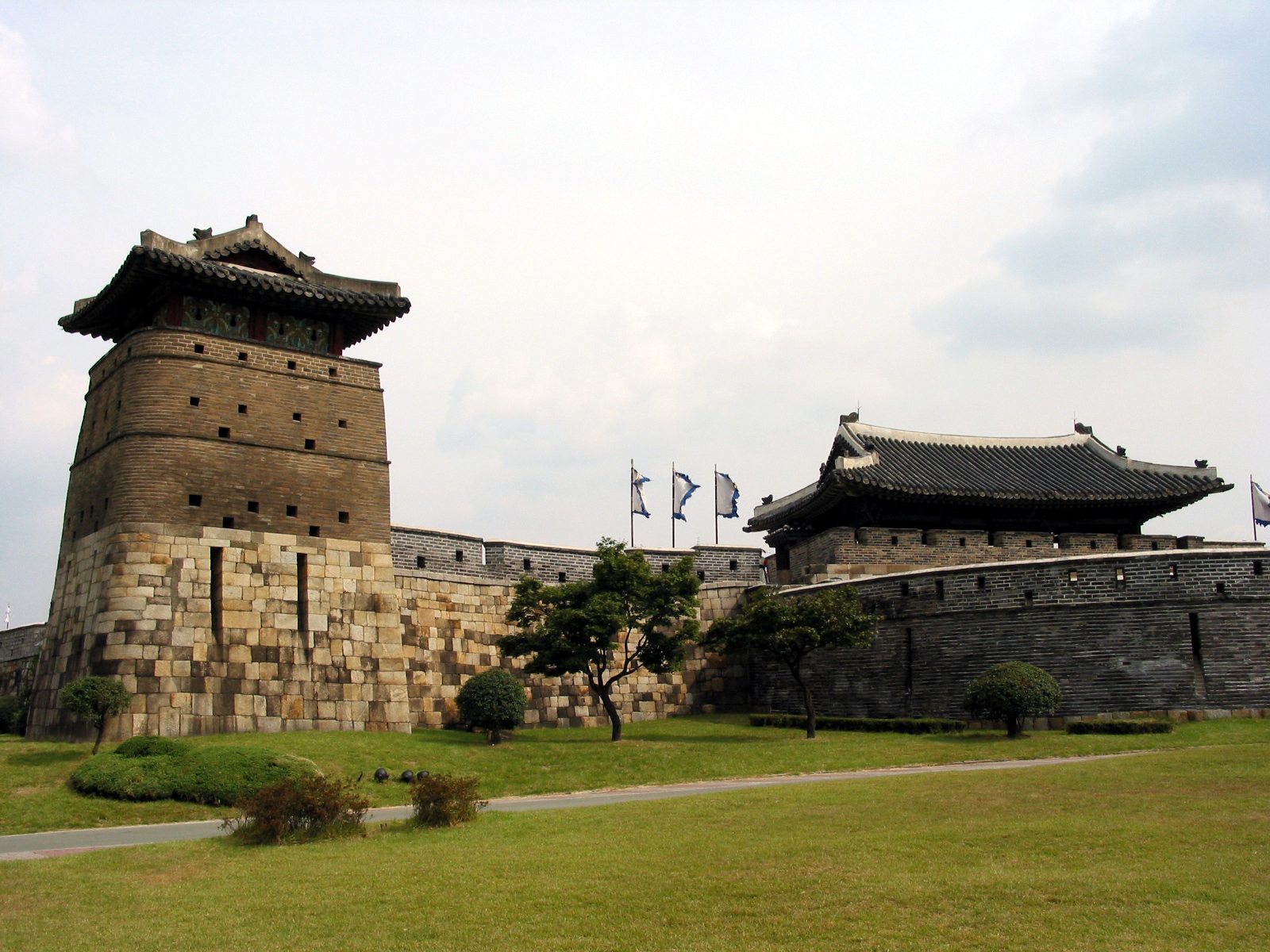
Hvaszong (Hwaseong) erőd

## Ábrázolása a populáris kultúrában
Csoszon (Joseon) igen nagy számú film és televíziós sorozat témáját képezi Dél-Koreában. Az 1960-as évek óta kedvelt korszak a filmművészetben, Sin Szangok (Sin Sang-ok) Prince Yeonsan című, 1961-es filmjétől számítva. Az 1990-es évek kosztümös filmjeinek híres rendezője Im Gvonthek (Im Kwon-taek). A 21. században a műfaj reneszánszát éli olyan sikeres filmekkel, mint A király és a bohóc vagy a Masquerade.

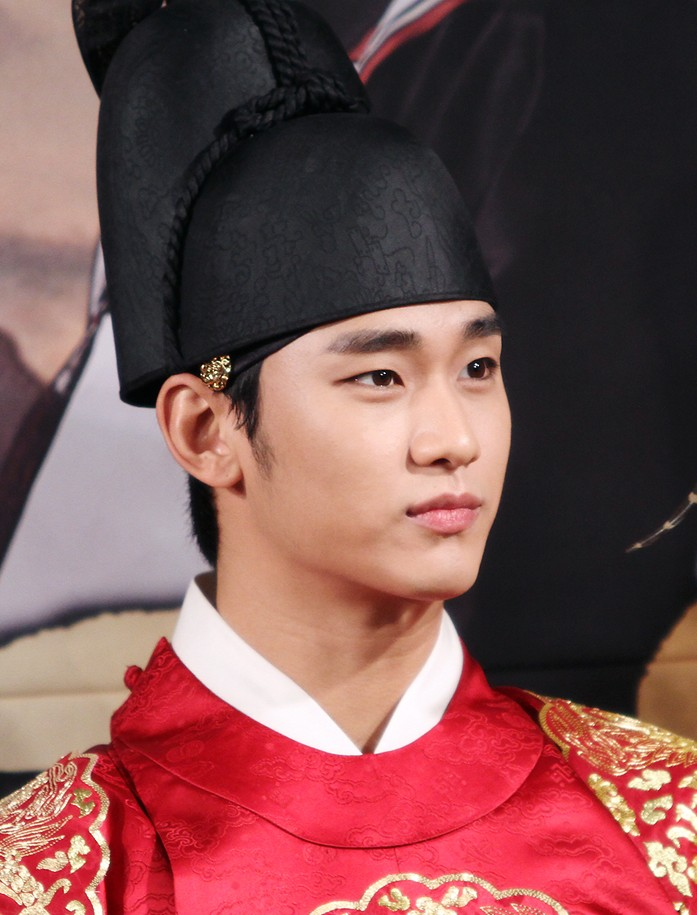
Kim Szuhjon (Kim Soo-hyun) a Moon Embracing the Sun sajtótájékoztatóján.

A kort bemutató televíziós sorozatok (szaguk (sageuk)) is igen elterjedtek. Az 1980-as évek legkiemelkedőbb szaguk (sageuk) klasszikusa a Csoszonvangdzso 500 njon (Joseonwangjo 500 nyeon) (조선왕조500년, „Csoszon ötszáz éve”) című sorozat volt, mely nyolc évig futott, 11 különálló sorozattal. A 2000-es évek elején született meg a „fúziós szaguk (sageuk)” műfaja, ami megváltoztatta a történelmi sorozatok műfaját Koreában, olyan művekkel, mint a Ho Dzsun (Heo Jun), a Tamo (Damo), A palota ékköve, a The Immortal Lee Soon Shin, a Cshuno (Chuno), a Deep Rooted Tree, a Hvang Dzsini (Hwang Jin-yi) vagy a Moon Embracing the Sun, melyek mind Csoszon (Joseon)ban játszódnak.
Észak-Koreában is készülnek Csoszon (Joseon)-tematikájú filmek, ilyen például a Hong Gildong (Hong Gil-dong), melyet az elrabolt Sin Szangok (Sin Sang-ok) rendezett az északiak számára. 2002-ben jelent meg az észak-koreai író, Hong Szokcsung (Hong Seok-jung) (홍석중) Hvang Dzsini (Hwang Jin-yi) című regénye, melyet Dél-Koreában is kiadtak. A regény alapján 2007-ben Csang Junhjon (Jang Yun-hyeon) (장윤현) készített filmet Szong Hjegjo (Song Hye-gyo) főszereplésével. A filmet részben észak-koreai helyszínen, a Kumgang (Geumgang)-hegyen forgatták és Észak-Koreában mutatták be először az alkotást.
A korszak nem csak a televízióban jelenik meg, a népszerű manhva (manhwa) képregények közül számos játszódik a Csoszon (Joseon) időkben, többeket közülük megfilmesítettek vagy televízióra adaptáltak, így született például a Tamo (Damo) vagy az Ildzsime (Iljimae) című sorozat is.

## Ajánlott irodalom
- The Annals of the Joseon Dynasty (koreai, angol nyelven). National Institute of Korean History. (Hozzáférés: 2014. július 2.)
- Choi Byonghyon. The Annals of King T’aejo (angol nyelven). Harvard University Press (2014. június 9.). ISBN 9780674281301